# Intervenția Armatei României în Basarabia în 1918
Intervenția Armatei României în Basarabia în anul 1918 a reprezentat o acțiune militară inițiată și derulată cu mijloace specifice de către Armata României, în spațiul geografic al Basarabiei în intervalul decembrie 1917 – martie 1918. Acțiunea s-a derulat în baza unei înțelegeri între aliații Antantei și a unor cereri de ajutor militar din partea Guvernului Republicii Democratice Moldovenești, având de asemenea acordul Puterilor Centrale.
Contextul politic și strategic al acțiunii a fost reprezentat de câteva elemente:
- Primul element a fost asociat cu incapacitatea Consiliului Directorilor Generali ai Basarabiei de a controla situația în nou înființata Republică Democratică Moldovenească. Aceasta era amenințată de presiunile forțelor bolșevice aflate în curs de organizare pe teritoriul fostei gubernii, iar neputința Consiliului a fost un motiv pentru a solicita ajutor, inclusiv din partea Guvernului României.
- Al doilea element a fost reprezentat de interesul major al Regatului României de a beneficia – cu acordul reprezentanților Antantei și ai Puterilor Centrale de stăpânirea militară a teritoriului Moldovei Orientale. Această stăpânire ar fi urmat să se facă într-o conjunctură favorabilă istoric pentru separarea teritoriului basarabean de Imperiul Rus și în contextul în care Moldova Occidentală – amenințată de foamete, nu avea acces la importantele stocuri de provizii aflate pe teritoriul situat între Prut și Nistru, ca efect al dezordinii din Basarabia.
- De asemenea, amenințarea – din punct de vedere al Aliaților de extindere a bolșevismului din sudul Ucrainei, precum și interesul Puterilor Centrale de  a-i flexibiliza pe românii angajați în negocierile de pace de la Focșani, au favorizat sprijinul ambelor mari grupări beligerante pentru intervenția militară română.

## Contextul politic și strategic
Securitatea teritoriului rămas liber al Moldovei Occidentale depindea de aceea a spațiului Moldovei Orientale, unde se constituiseră depozite ale armatei române și se aflau căi de comunicații necesare aprovizionării cu muniție și tehnică de luptă. Această securitate a fost pusă în pericol în momentul în care haosul asociat marilor schimbări politice din cadrul Imperiului Rus, a atins și Basarabia.
De asemenea, din punct de vedere politic dispariția autocrației ruse și hotărârea guvernului bolșevic de a recunoaște dreptul la autodeterminare au creat condiții propice pentru Basarabia de a se desprinde de statul rus și a se uni cu România. În acest context, Puterile Centrale au devenit interesate de acceptarea unor compensații teritoriale pentru România, corelate cu cedările teritoriale pe care urmau să le impună acesteia prin Pacea de la București.

### Preambul
În 1812, ca urmare a Tratatului de la București care a urmat Războiului ruso-turc din 1806-1812, în ciuda tuturor protestelor, Moldova a pierdut în fața Imperiului Rus partea sa estică, situată între râurile Prut și Nistru. Devenind cunoscut sub numele de Basarabia, teritoriul a fost anexat de Rusia și a fost apoi colonizat treptat și rusificat.:20 Învățământul în limba română a fost interzis, folosirea limbii române în administrație a fost și ea interzisă, în timp ce biserica ortodoxă din Basarabia, desprinsă de Mitropolia Moldovei a trecut sub jurisdicția Bisericii Ortodoxe Ruse, devenind, de asemenea, un instrument al politicii de rusificare,:270 inclusiv prin impunerea limbii slavone în locul limbii române ca limbă liturgică și rusificarea numelor preoților. În urma unirii Moldovei cu Țara Românească în 1859 și înființării Regatului României în 1881, politica externă a noului stat a devenit puternic influențată de ideea Trezirii Naționale Românești, vizând crearea României Mari, care să includă toți vorbitorii de limbă română, inclusiv locuitorii Basarabiei.
:161-163
În timpul Primului Război Mondial, în 1916–1917, România și Rusia au luptat ca țări aliate, iar în timpul iernii 1916/1917 comandamentul rus a dispus trimiterea Diviziei 35 Infanterie și Diviziei 15 Cavalerie către Frontul român, pentru a preveni ocuparea completă a țării. Partea de sud a României (72% din teritoriul țării) se afla deja sub controlul Puterilor Centrale, capitala însăși, București, fiind ocupată la 4 decembrie 1916. Trupele române și ruse s-au apărat cu succes împotriva ofensivei germane, iar frontul a fost stabilizat la mijlocul lunii august 1917.:15
Între timp, știrile despre Revoluția din februarie care l-a răsturnat pe țarul rus ajunseseră în Basarabia. Primul soviet local a fost creat în Bender (Tighina) la 21 martie 1917, iar până în mai 1917 au fost create soviete pe întreg teritoriul Basarabiei. Concomitent, în primăvara anului 1917, țăranii au început să-și împartă pământul între ei.:20–21 În a doua parte a lunii martie 1917 a fost creat și Partidul Național Moldovenesc (PNM), care a atras în primul rând proprietarii de pământ. Câștigând sprijinul guvernului român, partidul a militat pentru introducerea limbii moldovenești în instituțiile statului, abordând problema agrară doar în interesul moldovenilor și promovând treptat unirea cu România. Deși polarizarea națională a apărut în rândul soldaților armatei ruse, PNM nu a reușit să-și impună obiectivele diferitelor organizații apărute în contextul revoluțiilor: Congresul Învățătorilor din gubernia Basarabia, din aprilie 1917, a hotărât ca atât limba moldovenească, cât și limba rusă să fie folosite în educație, în timp ce Congresul I Gubernial al Țăranilor din Basarabia (3-5 iunie 1917) a decis transferarea tuturor pământurilor în proprietate publică, sub controlul comitetelor agrare rurale, a cerut tratament egal pentru toate grupurile naționale și a optat pentru autonomie în interiorul unei Rusii federative. Descriind situația, politicienii PNM Grigore Cazacliu și Ion Văluță au afirmat că „poporul moldovenesc ne consideră dușmanul său”.:21–22 Partidul nu a reușit să câștige popularitate în rândul basarabenilor care au votat în noiembrie 1917 în Circumscripția electorală a Basarabiei pentru alegerile pentru Adunarea Constituantă Rusă și a primit doar 2,3% din voturi.:161–163:31 Totuși, trei din cei cinci deputați reprezentând Sovietul gubernial de deputați ai țăranilor, Ion Inculeț, Pantelimon Erhan și Teodor Cojocaru, au fost aleși în Adunarea Constituantă Rusă, care a obținut 36,7% din voturi la alegerile din noiembrie 1917 în Circumscripția electorală a Basarabiei, dar au susținut în cele din urmă unirea Basarabiei cu România la 27 martie/9 aprilie 1918.
Pe lângă jafurile și violențele comise de dezertori, obișnuite în zonele din apropierea liniei frontului, cum era Basarabia, Revoluția din februarie a erodat și mai mult disciplina în rândul soldaților ruși, ducând la o creștere atât a numărului dezertorilor, cât și a cazurilor de banditism și tâlhărie.:57 În august 1917, nou-înființatul Comitet Executiv Militar Central al Moldovei de la Chișinău, susținut de Sovietul orașului Chișinău, a hotărât înființarea a zece unități naționale moldovenești de câte 40 de persoane,:22 acestea fiind inițial numite cohorte, apoi detașamente mobile. Misiunea principală a cohortelor era de a menține ordinea publică, obiectiv imposibil de îndeplinit  în contextul tulburărilor sociale și al rebeliunilor din rândurile soldaților ruși,:247–248 în schimb unitățile au intervenit pentru a împiedica țăranii să-și împartă pământurile marilor moșii și au ajutat la refacerea proprietății marilor moșieri.:23 Concomitent, situația internă din Rusia a dus și la apariția unor grupări bolșevice în rândul soldaților ruși, fiind create organizații distincte în Basarabia și pe Frontul român în lunile august și septembrie.:23 Influența bolșevică a ajuns să se manifeste chiar și în rândul anumitor detașamente moldovenești,:510 făcându-l pe Ștefan Ciobanu să declare ulterior că „tocmai acele câteva unități moldovenești aflate la dispoziția Sfatului Țării au fost infectate de bolșevism”.:369 Țăranii s-au radicalizat și ei, al doilea Congres gubernial al Țăranilor din Basarabia (9–13 septembrie 1917) solicitând transferul integral al pământului, apelor, pădurilor și resurselor în domeniul public, oglindind sloganul bolșevic „Tot pământul - țăranilor!”. Începând cu 7 octombrie, Comitetul Executiv Militar Central al Moldovei a decis înființarea unor unități sub comanda sa unică, fiind sprijinit cu soldați și ofițeri de către comandamentul rus al Frontului român și de Districtul Militar Odesa. Comitetul a convocat și un Congres al militarilor moldoveni, care a întrunit în jur de 600 de delegați, în majoritate ofițeri. La 3 noiembrie, Congresul a decis crearea unei adunări legislative, Sfatul Țării, care să susțină autonomia Basarabiei.:23
Potrivit lui Ion Giurcă, răsturnarea Guvernului provizoriu rus de la Petrograd în octombrie 1917 (acțiune cunoscută sub numele de Revoluția din octombrie) și preluarea puterii în Rusia de către bolșevici, a generat dezorganizare și indisciplină în rândurile armatei ruse de pe Frontul de Est. Pe 22 noiembrie/5 decembrie 1917, Rusia sovietică a semnat la Brest-Litovsk un acord de încetare completă a focului cu Puterile Centrale, ordonând trupelor sale să înceteze lupta:25 și cerând o "pace fără anexări și despăgubiri", cu alte cuvinte, o înțelegere prin care succesorul Imperiului Rus nu plătea nicio despăgubire și nu ceda nicio palmă de pământ, rămânând, practic, un imperiu. Dmitri Șcerbaciov, comandantul trupelor ruse de pe Frontul român, a refuzat să respecte ordinele Guvernului sovietic. În aceste condiții, în rândurile armatei ruse au apărut două grupări adverse: una care a recunoscut noua conducere bolșevică de la Petrograd, hotărâtă să părăsească frontul, și o a doua grupare sub comanda generalului Șcerbaciov, care urmărea continuarea războiului. Între cele două grupuri au izbucnit curând conflicte și confruntări armate. În ciuda sprijinului militar român, Șcerbaciov, care, potrivit lui van Meurs, devenise un „comandant fără armată”, nu a reușit să se impună în fața comitetului bolșevic local și, în cele din urmă, a fost silit să accepte semnarea unui armistițiu cu germanii.:61 În consecință, guvernul român și cel rus, pe de o parte și guvernele Triplei Alianțe, pe de altă parte, au semnat armistițiul de la Focșani, care avea ca obiect principal suspendarea ostilităților pe Frontul român. Armistițiul a fost semnat la 26 noiembrie/9 decembrie 1917, cu șase zile înainte de semnarea armistițiului dintre Rusia și Puterile Centrale, la Brest-Litovsk.:25–26 Decizia României de a nu participa la negocierile de la Brest-Litovsk, ci de a semna un armistițiu separat la Focșani pe 9 decembrie, a fost de fapt o mișcare de a îndepărta România de un viitor alături de bolșevici.

### Republica Democratică Moldovenească

#### Decembrie 1917
În urma adoptării Declarației drepturilor popoarelor din Rusia, la data de 2/15 decembrie 1917 Sfatul Țării a proclamat autonomia Basarabiei în cadrul Republicii Ruse, sub numele de Republica Democratică Moldovenească, "care va intra în alcătuirea republicei federative democratice rusești, ca părtaș cu aceleași drepturi”. iar la 7 decembrie a fost învestit guvernul (Consiliul Directorilor Generali ai Basarabiei), sub conducerea lui Pantelimon Erhan.  Liderii locali au susținut că Basarabia ar trebui să rămână în cadrul noii Rusii, dar cu un statut „ca cel al Finlandei în imperiul țarist sau ca al unuia dintre cantoanele Elveției”.:32–33 Din cauza violențelor și a situației haotice din Basarabia, precum și a prevalenței analfabetismului în rândul maselor țărănești, nu au avut loc alegeri generale, iar locurile din Sfatul Țării au fost distribuite diferitelor grupuri sociale, minorități, organizații profesionale și grupuri de interese.:60 Delegații reprezentau doar patru dintre uezd-urile guberniei, care erau populate în principal de etnici moldoveni. În Bugeac, unde majoritatea populației era nemoldovenească, autoritatea Sfatului Țării a primit o recunoaștere limitată.:23–24 Adunarea legislativă și Consiliul Directorilor Generali urmau să administreze provincia până când Adunarea Constituantă a Basarabiei s-ar fi întrunit pentru a decide viitorul provinciei.:60
Între timp, în Basarabia au apărut diverse soviete, multe dintre ele controlate de menșevici, eseri și bundiști, inițial fără influențe bolșevice. Sovietele și Sfatul Țării s-au recunoscut reciproc, iar eserii și Sovietul țărănesc au primit locuri în adunare.:61 Atât Sovietul din Petrograd, cât și Consiliul Comisarilor Poporului au recunoscut noua republică moldovenească, Adunarea și guvernul acesteia.:34 În schimb, mai multe soviete locale au recunoscut guvernul lui Vladimir Ilici Lenin, iar până la jumătatea lunii decembrie sovietele locale au fost „bolșevizate”.:61
În contextul în care Basarabia se afla la sfârșitul anului 1917 sub teroarea trupelor rusești bolșevizate cantonate în gubernie și a bandelor de dezertori de pe front, Sfatul Țării nu a avut cum face față anarhiei instalate cu puținele sale unități militare (numite cohorte) – și ele contaminate parțial de bolșevism. Într-o primă încercare datată 8 decembrie 1918, Ion Pelivan și Vladimir Cristi, deputați atât ai Sfatului cât și membri ai Consiliului Directorilor, au solicitat la Iași, fără succes, ajutorul trupelor aliate.
În urma unei ședințe închise a Sfatului Țării, Consiliul Directorilor Generali ai Basarabiei a primit mandat să ia decizii în ceea ce privește acțiunile necesare salvării Republicii. Cererilor de ajutor adresate de Consiliul Directorilor atât generalului Dmitri Șcerbaciov cât și generalului Henri Mathias Berthelot de a trimite în Basarabia „trupe disciplinate și sigure”, nu li s-a putut răspunde pozitiv, după cum nici demersurile făcute pe lângă guvernul Ucrainei nu au avut succes. Cererile similare făcute Guvernului Brătianu au fost inițial declinate de acesta, în contextul dificilelor raporturi în care se afla România cu Puterile Centrale (orice pretext furnizat acestora ar fi putut să determine o rupere a armistițiului și ocuparea restului de teritoriu rămas liber).

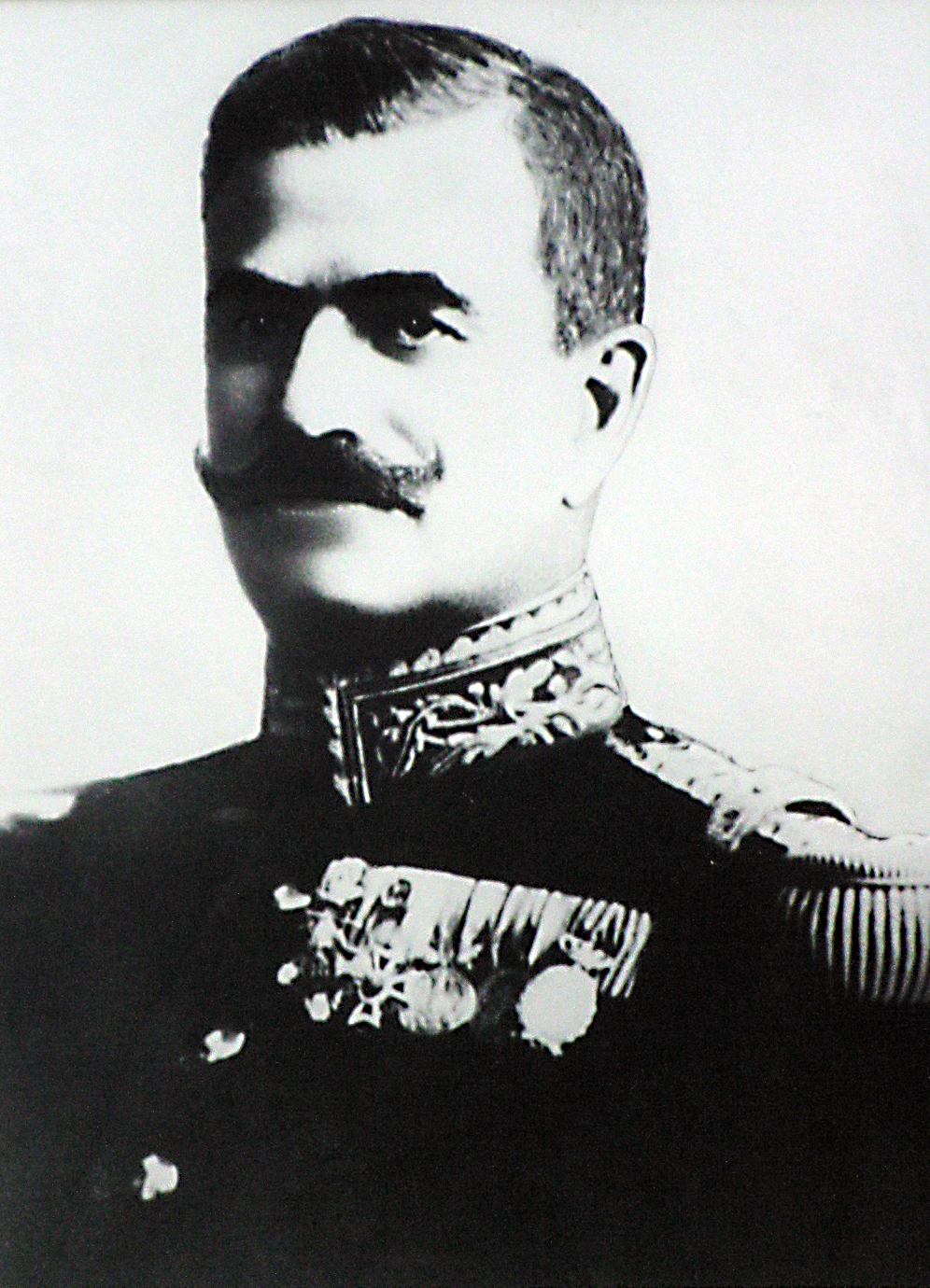
Generalul Constantin Iancovescu, Ministrul de Război al Regatului României

La 22 decembrie 1917, guvernul moldovenesc a solicitat printr-o telegramă (semnată de Pantelimon Erhan, Ion Pelivan și Vladimir Cristi) Ministerului de Război român ajutor militar, concretizat prin trimitere 
„a unui regiment ardelenesc, cu posibilă urgență. Totodată, vă rugăm să ordonați ca acest regiment să stea la dispoziția directorului Republicii Moldovenești.”
 Pe 24 decembrie în răspunsul său, Ministrul de Război român Constantin Iancovescu a  asigurat Sfatul Țării că 1.000 de voluntari ardeleni vor fi trimiși de la Kiev. ca sprijin (aceștia fiind destinați inițial doar să tranziteze Chișinăul, spre România).
În prima jumătate a lunii decembrie 1917 ca represalii la acțiunile trupelor române asupra trupelor ruse bolșevizate din Moldova, sovietul din Ungheni – stație de cale ferată cheie la granița româno-rusă, a început să rețină eșaloanele feroviare destinate trupelor regale române, Pe data de 26 decembrie trimiterea de mărfuri pe căile ferate către România a fost blocată de bolșevici, iar încercarea guvernanților basarabeni de a prelua sub controlul lor căile ferate, a eșuat, după cum a eșuat și intenția lui Șcerbaciov – la care apelase Sfatul Țării, de a trimite în Basarabia Divizia a 7-a Cavalerie și 61 Infanterie.
Ca urmare a părerilor diferite pe care facțiunile din Sfat le-au avut asupra provenienței ajutorului care ar fi trebuit dat Republicii, s-a ajuns la o situație de criză. Reevaluarea situației s-a făcut în ședința Sfatului din 27-28 decembrie 1917, când a fost abordată posibilitatea unei alianțe cu Ucraina. Cele 3 facțiuni parlamentare au avut următoarele poziții:
- Blocul Moldovenesc și-a afirmat încrederea în guvern, precizând ca în caz de strictă necesitate să se apeleze la Cartierul General rus de pe frontul din Moldova. Aceasta ar fi trebuit însă făcută sub rezerva obținerii de garanții din partea Aliaților și Ucrainei privind neamestecul în afacerile interne ale Republicii, iar trupele ar fi trebuit puse sub comanda ministrului republican de Război.[36]
- Facțiunea socialistă a declinat ideea de a se cere ajutor statului român și a solicitat să se ceară ajutorul Ucrainei.[36]
- Facțiunea minorităților și-a exprimat și ea încrederea în guvern, insistând pe obținerea garanțiilor internaționale.[36]

Poziția facțiunii minorităților a fost cea care a prevalat în urma votului, astfel că au fost desemnata două delegații oficiale, una care să reprezinte Republica la tratativele de pace de la Brest-Litovsk și alta pentru a obține garanții din partea Ucrainei prin semnarea unui tratat de asistență politică, economică și militară.

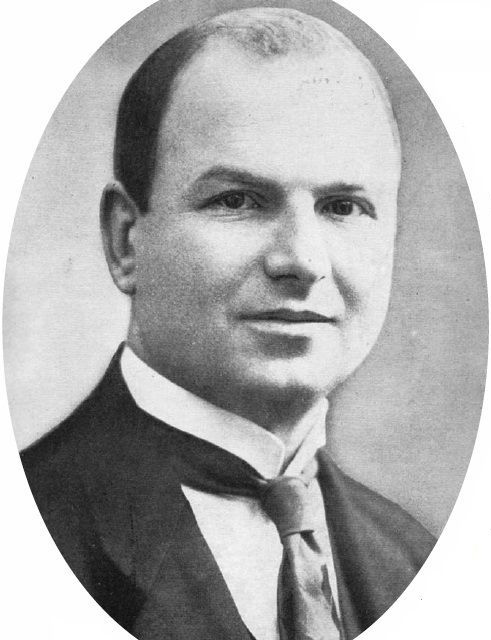
Ion C. Inculeț
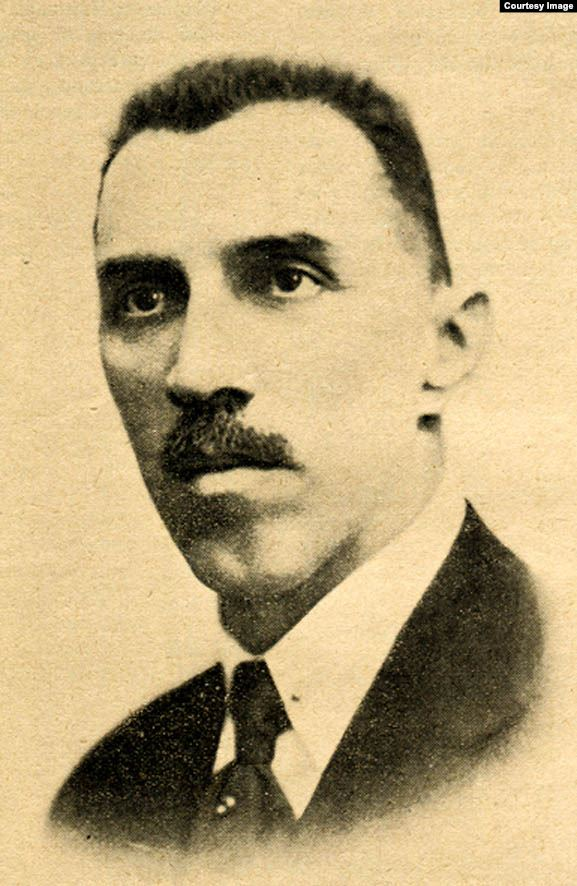
Pantelimon Erhan
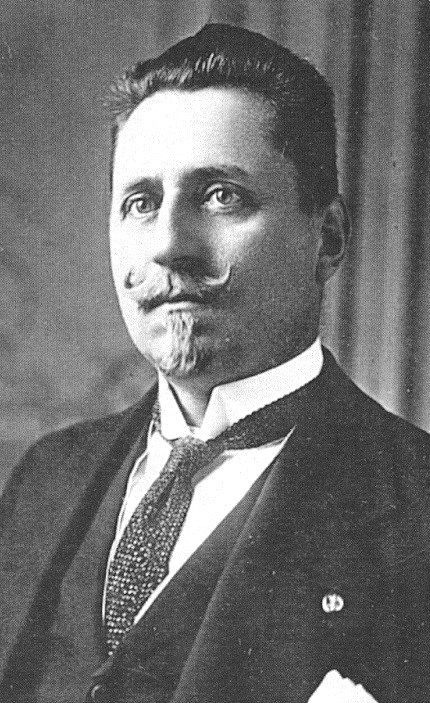
Ion Pelivan
Vladimir Cristi
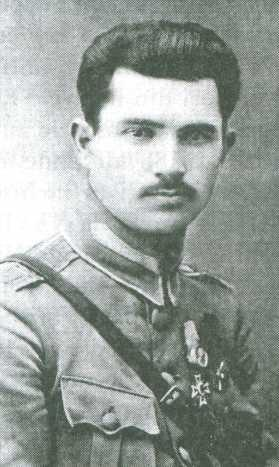
Gherman Pântea

#### Ianuarie 1918
La 1 ianuarie bolșevicii au preluat controlul asupra Gării din Chișinău, Poștei și Telgrafului.
Ca urmare a refuzului Radei Centrale din Ucraina de a recunoaște regimul bolșevic de la Petrograd, precum și a inițierii tratativelor sovieto-germane de pace de la Brest-Litovsk, s-au întrunit condiții favorabile declarării independenței de către Sfatul Țării. Delegația desemnată să plece la Brest-Litovsk în data de 6 ianuarie 1918 a fost formată din Ion Inculeț, Pantelimon Erhan și Ion Pelivan. Într-una dintre instrucțiunile acesteia a fost precizat că
„Delegația nu recunoaște Sovietul Comisarilor Poporului decât în calitate de guvern al Velicorossiei”
Atitudinea în cauză a fost punctul de pornire pentru o presiune bolșevică asupra Sfatului Țării, astfel că la 5 ianuarie 1918 subdiviziunea Front-Otdel din Chișinău a organizației militare bolșevice RUMCEROD din Odessa, împreună cu câteva unități militare bolșevizate, au declanșat o operațiune de forță împotriva parlamentului moldovenesc, guvernului și susținătorilor acestuia.
Pe 6 ianuarie, trupele aflate sub autoritatea Front - Otdel-ului au atacat în gara Chișinău detașamentul de ardeleni trimis de la Kiev pentru a sprijini Sfatul Țării.
Astfel, prima delegație nu a mai putut pleca datorită loviturii de forță a Front-Otdelului, iar delegația ajunsă în Ucraina nu a mai reușit obținerea garanțiilor cerute, ca urmare a deteriorării situației de acolo în contextul amenințării militare ruse. Întrunit într-o ședință secretă în noaptea de 7 ianuarie 1918, Blocul Moldovenesc a decis să trimită la Iași 3 delegații pe trei căi diferite, pentru a solicita ajutor militar român. Cea care a ajuns în capitala Moldovei a fost cea a lui Ion Pelivan, la data de 9 ianuarie.

### Regatul României
Încă din primăvara anului 1917, guvernul român a acționat pentru a preveni pătrunderea tulburărilor revoluționare în țară. După arestările din aprilie, menite a suprima agitația împotriva războiului din partea social-democraților, o serie de activiști radicali, printre care și Cristian Rakovski, s-au refugiat la Odesa. Acolo, exilații revoluționari români au format un Comitet de acțiune pentru a-și susține cauza, fiind sprijiniți de muncitorii români care veniseră la Odesa pentru a opera echipamentele evacuate din porturile navale românești,:270 în urma ocupării acestora de forțele Puterilor Centrale.
La sfârșitul anului 1917 exista o penurie de alimente pe teritoriul Moldovei Occidentale rămase în afara ocupației germane, într-un context în care în Basarabia se aflau importante stocuri de provizii și teritoriul acesteia devenise amenințat de extinderea bolșevismului din sudul Ucrainei. Ca atare, atât Guvernul României cât și Aliații au devenit progresiv interesați de ceea ce se întâmpla la est de Prut, ultimii îndemnând autoritățile române să trimită trupe în Basarabia. Același îndemn a venit și din partea generalului rus Dmitri Șcerbaciov, comandantul Frontului din Moldova, care a precizat că trupele vor fi retrase după îndeplinirea misiunii. În mod aparent paradoxal, Puterile Centrale au avut aceeași poziție, ele fiind interesate de a-i determina pe românii angajați în negocierile de pace de la Focșani să fie receptivi, acestea oferind în compensație pentru teritoriul dobrogean pe cel basarabean. Mai mult, luând act de declarațiile lui Woodrow Wilson și ale lui Lloyd George, prim miniștrii Ion I. C. Brătianu și mai apoi Alexandru Averescu au ajuns la concluzia că în cazul unei victorii a Antantei, România nu va obține noi teritorii. Astfel, oferta Basarabiei a devenit deosebit de tentantă, ținând cont de condițiile catastrofale de la finele anului 1917.
Având în vedere suprimarea anarhiei pe teritoriul dintre Prut și Nistru, Comandamentul german a promis să nu profite de retragerea unor unități române din prima linie, destinate a fi folosite cu acest scop.
La 21 noiembrie, ambasadorul României la Londra a informat conducerea Regatului Unit că armata română este pregătită să participe la lupta împotriva sovieticilor, iar două zile mai târziu, președintele SUA a promis sprijin pentru revendicările teritoriale românești în schimbul participării la o intervenție antisovietică. De asemenea, Șcerbaciov a fost de acord să transfere în România arme rusești, muniție și provizii de hrană, în schimbul a 16 milioane de ruble. O parte urmau să fie transferate generalului Alexey Kaledin, recunoscut de Antanta drept reprezentant legitim al Rusiei.:26–27
În timp ce se retrăgeau de pe teritoriul României, grupuri de militari ruși și chiar unități întregi au început să comită diverse acte de violență și tâlhărie, ducând la o serie de confruntări cu armata română la Socola, Galați, Pașcani, Spătărești și Mihăileni. Totuși, principala cauză care a dus la acțiunile României împotriva soldaților ruși a fost starea haotică a armatei ruse și pericolul sporit reprezentat de concentrarea trupelor bolșevice la Iași și în împrejurimi. Aceste trupe vizau suprimarea lui Șcerbaciov, detronarea Regelui Ferdinand I și instaurarea unui regim comunist în România. Asemenea argumente au determinat Guvernul României să adopte, în noaptea de 8/21 decembrie spre 9/22 decembrie 1917, „măsuri excepționale”. Armatei române i s-a ordonat să permită doar deplasările autorizate pentru coloanele rusești care se îndreptau spre Prut și să dezarmeze toate trupele rusești aflate în dezordine.
Intervenția României a fost solicitată de Șcerbaciov după ce bolșevicii de sub comanda lui Semion Roșal, cu sprijinul garnizoanei Socola, au anunțat că au preluat puterea pe frontul român pe 16 decembrie.:27 După negocierile eșuate de la Iași, trupele ucrainene și patru regimente române au arestat pe 21 decembrie echipa bolșevică de negocieri, l-au împușcat pe Roșhal, au dizolvat comitetul revoluționar și au dezarmat trupele loiale acestuia. Sosit de la Petrograd cu misiunea de a prelua controlul Comitetului Militar Revoluționar al Frontului Român, Roșal a încercat, cu ajutorul unor militari bolșevici, să-l aresteze pe generalul Șcerbaciov. Generalul a fost salvat de gărzile sale ucrainene și de intervenția ofițerilor francezi și români. După ce a fost reținut de români, Roșal a ajuns în „condiții neclare” în mâinile rușilor antibolșevici. Cadavrul său a fost găsit ulterior lângă o linie de cale ferată, fiind probabil împușcat de „oponenții săi politici și ideologici ruși”.. În zilele următoare, românii au dezarmat toate trupele ruse considerate „nesigure”, au întrerupt accesul rușilor la depozitele de alimente și au internat militari ruși în lagăre.:27–28 În dimineața zilei de 9/22 decembrie 1917, trupele române, cu ajutorul soldaților ucraineni loiali generalului Șcerbaciov, au înconjurat garnizoana rusă de la Socola și au dezarmat-o. Nu au fost înregistrate victime în acest incident, toți cei 3.000 de soldați ruși fiind urcați în trenuri și trimiși peste Prut. Trupele române din alte așezări din Moldova au urmat exemplul, însă în mai multe locuri acțiunile lor au dus la confruntare armată.:35 Meltyukhov susține însă că, pentru a-și justifica acțiunile, guvernul român a pretins că trupele ruse au comis jafuri și pogromuri,:27–28, sugerând că afirmațiile ar fi fost exagerate, în scop propagandistic.
Acțiunile trupelor române pentru restabilirea ordinii pe teritoriul României au fost catalogate de Guvernul sovietic drept „criminale”, fiind urmate de note ultimative care aveau caracterul unei declarații de război. Comisarul pentru Afaceri Externe, Leon Troțki, i-a reproșat reprezentantului României la Petrograd, Constantin Diamandi, amestecul în treburile interne ale Rusiei, în timp ce Diamandi a răspuns că acțiunile României au fost măsuri polițienești împotriva devastărilor comise de către trupele ruse.

## Preludiu

Harta teritoriului Republicii Democratice Moldovenești

### Situația trupelor ruse
În epocă, teritoriul basarabean devenise teatru de operații al bandelor bolșevice, având drept scop instaurarea puterii sovietice.
În Bugeac se afla cea mai mare densitate de soldați ruși proveniți din descompunerea Armatei a 6-a Ruse, aflată în retragere din Moldova de sud.

### Situația trupelor moldovenești
Republica nu avea o armată proprie, ci doar câteva unități militare numite cohorte, insuficient organizate. Slab închegate, cu elemente nesigure în efectiv care instigau la anarhie și lipsite de disciplină, ele nu ar fi putut fi în mâna guvernului, un element care să garanteze ordinea în țară.

### Acțiunile militare din decembrie 1917
Relațiile dintre statul român și guvernul de la Moscova au început să se deterioreze. Un număr limitat de unități românești au trecut Prutul în luna decembrie, pentru a urmăririi jefuitorii și revoluționarii din zona unor sate din ținutul Cahul, iar orașul de frontieră Leova a trecut de asemenea temporar sub controlul trupelor române. Aceste operațiuni au fost limitate ca durată și scop, iar în prealabil, cereri de ajutor din partea unor autorități locale din Cahul și Leova fuseseră adresate șefilor militari români. Cereri similare au venit din satele raionului Reni.
Astfel, primele incursiuni românești în Basarabia au avut loc la mijlocul lunii decembrie 1917,:20 când un mic detașament a preluat controlul târgușorului Leova, pentru a asigura protecția depozitelor de cereale. Acest lucru a provocat indignare în rândul localnicilor, care credeau că trupele au venit „să ia câștigurile revoluției”. În urma unei acțiuni organizate de sovietul local, trupele române au fost respinse, pierzând un ofițer (căpitanul Popilian) și doi soldați.:29–30:368:166 Un membru al comisiei de aprovizionare din Cahul a informat Sfatul Țării că trupele române au intervenit după ce el personal i-a cerut lui Șcerbaciov să asigure paza militară a depozitelor locale, însă românii au fost atacați de bande înarmate locale. La 21 decembrie, românii au trimis două regimente care au ocupat Leova și, amenințând că vor împușca fiecare al zecelea localnic, au cerut ca liderii sovietului local să fie predați. Toți cei patru membri ai comitetului executiv al sovietului condus de I. Nestrat au fost judecați sumar și ulterior împușcați, fiind considerați responsabili pentru moartea militarilor români în zilele precedente.:29–30 :368
La data de 1/14 decembrie la Leova, garda românească de milițieni, solicitată de președintele Consiliului Municipal local pentru a apăra un depozit de 500 de vagoane de cereale, a fost alungată de bande înarmate iar comandantul ei a fost ucis. Acest lucru a determinat intervenția unui detașament român care a ocupat orașul, a arestat, judecat și executat participanți la acțiune.
La 23 decembrie 1917, Marea Britanie și Franța au semnat un acord secret care delimita sferele lor de influență în cadrul Imperiului Rus. Basarabia și alte teritorii rusești de la nord de coasta Mării Negre intrau în domeniul de influență francez.:27 Hotărât să lupte împotriva Puterilor Centrale și a forțelor ruse, ambele ostile intereselor sale, șeful Misiunii Militare Franceze, generalul Henri Mathias Berthelot, a început să facă presiuni asupra României să ocupe Basarabia.:166
Starea de nesiguranță din Basarabia, cauzată de jafurile și revoltele comise de trupele ruse în retragere, precum și pretențiile bolșevice de putere asupra regiunii, i-au determinat pe unii dintre liderii moldoveni să ceară sprijin statului român, însă nu au cerut o ocupație românească, așa cum s-a întâmplat mai târziu.:63 La 26 decembrie, bolșevicii au preluat controlul asupra căilor ferate basarabene, trupele moldovenești refuzând să întreprindă acțiuni împotriva lor, în ciuda deciziei Sfatului Țării. La solicitarea acestuia din urmă, Șcerbaciov a ordonat unor părți din diviziile 7 Cavalerie și 61 Infanterie să se îndrepte spre Basarabia, însă trupele sale au refuzat și ele să se conformeze ordinului primit. Între timp, fracțiunea țărănească a Sfatului Țării a decis să trimită 3 reprezentanți la Petrograd pentru a solicita sprijin împotriva unei eventuale intervenții românești.:30–31 În perioada 14–15/27–28 decembrie 1917, Vladimir Cristi și Ion Pelivan, membri ai consiliului legislativ moldovenesc Sfatul Țării și ai guvernului, au efectuat o vizită la Iași, pentru a prezenta guvernului român situația din Basarabia. În urma discuțiilor, la 22 decembrie 1917/4 ianuarie 1918, Sfatul Țării a decis să împuternicească guvernul moldovean pentru a solicita ajutor militar Puterilor Aliate. În aceeași zi, Erhan, Pelivan și Cristi au trimis o telegramă secretă ministrului român de război prin care cereau trimiterea urgentă la Chișinău a unui regiment transilvănean (format din voluntari recrutați din rândul prizonierilor de război austro-ungari de naționalitate română) care era încartiruit la Kiev.:286 O altă solicitare a venit din partea Comitetului Moldovei de la Kiev, care, în urma informațiilor primite de la reprezentantul Sfatului Țării cu privire la situația critică din Basarabia, a cerut de asemenea guvernului român de la Iași să trimită cât mai urgent trupe române în Basarabia. Ulterior, pe 4 ianuarie, guvernul sovietic de la Petrograd a ordonat trupelor ruse să se retragă de pe teritoriul românesc spre Basarabia, opunându-se prin forță oricărei încercări din partea românilor de a le opri,:29 în timp ce Consiliul Directorilor Generali s-a adresat atașatului militar francez la Chișinău, solicitând instructori pentru trupele sale.:31
Blocul socialist și blocul minorităților naționale din Sfatul Țării au fost categoric împotriva sosirii trupelor române, considerând că acesta ar putea fi primul pas către ocuparea militară a regiunii, ceea ce ar fi reprezentat o amenințare pentru toate câștigurile politice și sociale ale revoluției.:369 Ca răspuns la zvonurile privitoare la o intervenție românească, mai multe organizații din Basarabia au lansat proteste, precum Sovietul deputaților muncitorilor și soldaților din Briceni, Congresul al IV-lea al deputaților țărănilor din ținutul Hotin, Congresul al II-lea al deputaților țărănilor din ținutul Bălți, întâlnirea delegaților basarabeni la cel de-al doilea Congres al Rumcherod, Comisariatul Militar Central de Interne, soldații Regimentul I Moldovenesc, bateria aeriană 129 moldovenească și detașamentul de marinari basarabeni de la Sevastopol.:370
Ca urmare a incidentelor de la Socola și Leova, Guvernul Sovietic a remis, pe 16/29 decembrie 1917, un protest oficial Guvernului Român, semnat de Lenin. Prin acesta, România era avertizată că nu vor fi tolerate represalii – nu numai împotriva rușilor, ci și împotriva revoluționarilor și a socialiștilor români și că autoritățile ruse nu se vor opri de a lua măsuri din cele mai severe, împotriva contra-revoluționarilor români conspiratori și a complicilor lor: generalii Kaledin și Șcerbaciov, precum și Rada ucraineană.
În răspunsul său remis la Petrograd, Guvernul României a precizat că a nu a fost informat cu privire la evenimentele din Leova, iar cu referire la evenimentele din Iași a fost precizat caracterul defensiv al acestora în raport cu jafurile făcute de trupele ruse aflate în retragere. Relațiile dezvoltate cu Ucraina și cu generalul Kaledin au fost justificate prin necesitatea de a achiziționa produse alimentare pentru a fi furnizate populației și militarilor, inclusiv din Rusia.
La 26 decembrie/8 ianuarie a avut loc o tentativă de jaf a depozitelor din Cahul ale armatei de către bande de soldați ruși, cu greu respinsă de către garnizoana rusă. Alte bande de soldați au continuat însă să terorizeze ținutul. O delegație din Cahul care a inclus și un membru al Comitetului Revoluționar local, a solicitat Regimentului 47 Infanterie român să intervină cu trupe, pentru a asigura paza orașului și a depozitelor de alimente.
La 28 decembrie/10 ianuarie, succesiv unei înțelegeri cu căpitanul basarabean Crăciunescu din Armata Rusă, aflat la Cahul, 1 escadron de cavalerie, 2 companii de infanterie și o secție de mitraliere române au intrat în Cahul, de peste Prut.  Aceasta a determinat atitudini și sentimente diverse, de sprijin din partea ucrainenilor, de contrariere din partea comandantului rus și a soldaților revoluționari și de opoziție din partea bandelor de dezertori.
La 31 decembrie 1917/13 ianuarie 1918 după un ultimatum prin care își rezerva luarea de măsuri militare – mergând până la cele decisive, guvernul bolșevic a decis arestarea ministrului României la Petrograd, Constantin Diamandi și a membrilor ambasadei române, precum și a consulului român de la Odesa și a personalului consulatului. De asemenea, Tezaurul României a fost confiscat de către regimul bolșevic. La solicitarea reprezentanților tuturor ambasadelor străine din Petrograd, arestații însă au fost eliberați a doua zi și expulzați din Rusia.
De la Iași însă nu a venit vreo reacție.
„Nu ne-a emoționat deloc această declarație, [...] Ne dădeam seama că soldatul rus refuză să se bată... Prin urmare, declarația de război a guvernului bolșevic era un gest fără consecințe practice, la care, după cât îmi amintesc, nici nu ne-am dat osteneala să răspundem.”—Conform lui I. G. Duca
Până la sfârșitul lunii decembrie 1917, bolșevicii au preluat conducerea în majoritatea sovietelor locale și la 26 decembrie 1917/6 ianuarie 1918, în vederea pregătirii pentru respingerea unei intervenții iminente, au creat un comandament unificat la Chișinău, denumit Comitetul Militar Revoluționar din Basarabia, condus de Evgheni Venediktov și care era format atât din trupe din regimentele de rezervă, cât și din unități care se retrăgeau de pe frontul român.:62:370:31–32 Chiar înainte de această mișcare, Sovietul orașului Chișinău a început să critice activitatea Sfatului Țării, iar câteva zile mai târziu, Comitetul Executiv al Sovietelor țăranilor basarabeni, Sovietul orașului Chișinău și Comitetul Central al Ofițerilor și Soldaților Moldoveni au convocat o întâlnire. pentru a asigura o alcătuire mai bună, democratică, a adunării legislative basarabene. Aceasta a fost în cele din urmă anulată după ce delegații bolșevici basarabeni la cel de-al doilea congres al Rumcerod, care a avut loc la Odesa între 23 decembrie 1917 și 4 ianuarie 1918, au adoptat o rezoluție prin care condamnau ferm Sfatul Țării și au decis să trimită la Chișinău reprezentanți ai Secțiunii Frontului a Rumcherod ("Front-Otdel") pentru a prelua controlul regiunii.:62–63 Scopul bolșevicilor era acela de a instaura puterea sovietică și de a menține Basarabia ca parte a Rusiei.
În noaptea de 31 decembrie 1917/13 ianuarie 1918, punctele și clădirile strategice din Chișinău au fost capturate de bolșevici, iar Front-Otdel s-a autoproclamat puterea supremă în Basarabia,:63:370 însă, potrivit lui Meltyukhov, Sfatul Țării nu a fost dizolvat. Front-Otdel a ordonat tuturor autorităților să urmeze cu strictețe numai ordinele sale și nu pe cele ale Consiliului Central al Ucrainei, ale generalului Șcerbaciov sau ale altor organisme autoproclamate. Mai mult, a ordonat tuturor structurilor militare ale Frontului Român să părăsească teritoriul României și să se mute la Chișinău și a ordonat comitetelor militare să reconstruiască o armată pentru apărarea Basarabiei. Front-Otdel a cerut, de asemenea, ca guvernul de la Petrograd să îndrume guvernul de la Chișinău să refuze orice intervenție militară românească.:32 La 3/16 ianuarie 1918, deputații socialiști proruși s-au retras din Sfatul Țării și au emis o declarație în care cereau ralierea la revoluția bolșevică rusă și se declarau împotriva sosirii armatei române în Basarabia, susținând că erau „prea mulți moldoveni și elemente burgheze în Sfatul Țării". La 5/18 ianuarie, Front-Otdel împreună cu organizația bolșevică locală au început înlăturarea altor structuri de stat moldovenești.:510 Potrivit lui Marcel Mitrasca, bolșevicii au desființat Sfatul Țării, înlocuindu-l cu un autoproclamat Soviet Moldovenesc (în componența căruia nu erau etnici moldoveni).:35– 36
În aceste condiții, Cristi, Pelivan și Erhan au mers la Iași pentru a cere încă o dată intervenția armatei române în Basarabia, pentru a lupta împotriva acțiunilor bolșevice de subminare a Sfatului Țării.:64 Ca urmare a situației critice în care se aflau adunarea legislativă și guvernul moldovean, sub pretextul asigurării liniilor de aprovizionare împotriva raidurilor bolșevicilor și bandelor înarmate, guvernul român a acceptat trimiterea armatei în Basarabia, măsura fiind susținută de reprezentanții Antantei (misiunile franceză și britanică la Iași), dar și de generalul rus Șcerbaciov, comandantul armatei ruse pe frontul român.:36:33:371
Wim van Meurs consideră că o parte semnificativă a opiniei publice basarabene a fost ferm împotriva unei intervenții românești, temându-se că reformele promise vor fi abandonate. Propaganda bolșevică a folosit aceste temeri, susținând că Blocul Moldovenesc din Sfatul Țării a vândut Basarabia României și că plănuia să renunțe la reforma agrară.:84
Gherman Pântea, Directorul responsabil cu militarii în guvernul de la Chișinău, considera că „populația moldovenească și mai ales soldații moldoveni erau agitați și furioși că românii vor veni să le ia pământul obținut în urma revoluției și libertățile câștigate după un secol de suferință”.:370
Octavian Țîcu consideră că, în primul rând, nu atitudinea, favorabilă sau nu intervenției trupelor române în Basarabia, ci dezintegrarea Imperiului Rus, anarhia locală și nevoia absolută a aliaților occidentali de a se menține frontul româno-rus, de a i se asigura aprovizionarea, comunicațiile și retragerea, au fost principalii factori care l-au determinat pe generalul Șcerbaciov să ceară guvernului român să trimită armata română în Basarabia, pe fondul lipsei de organizare a armatei ruse.

## Desfășurarea intervenției

### Planul de operații
La 2 ianuarie 1918, locotenentul-colonel Ion Antonescu a înaintat un studiu privitor la dislocarea în Basarabia a unor formațiuni militare române. Scopul acestei dislocări ar fi urmat să fie asigurarea reaprovizionării trupelor care operau pe frontul român și a populației românești. Pentru aceasta ar fi urmat să se asigure circulația regulată a trenurilor de aprovizionare pe ruta Odesa – Socola, Iași, precum și asigurarea ordinii în teritoriul dintre Prut și Nistru prin împiedicarea jafurilor și formarea depozitelor.
Confruntarea eventuală cu unități bolșevice a fost prevăzută, drept care Antonescu a propus trimiterea unei divizii prevăzută cu mijloacele necesare și întărită cu un regiment de cavalerie, pentru a ocupa segmentul de cale ferată Tighina/ Bender – Socola – cu un puternic control al centrelor Bender și Chișinău. De asemenea, trupele diviziei ar fi urmat să aducă ordinea în zona afectată acesteia – pentru a asigura formarea depozitelor și ar fi urmat să se opună bandelor rusești înarmate – în cazul în care acestea ar fi urmat să încerce restabilirea stării de anarhie.

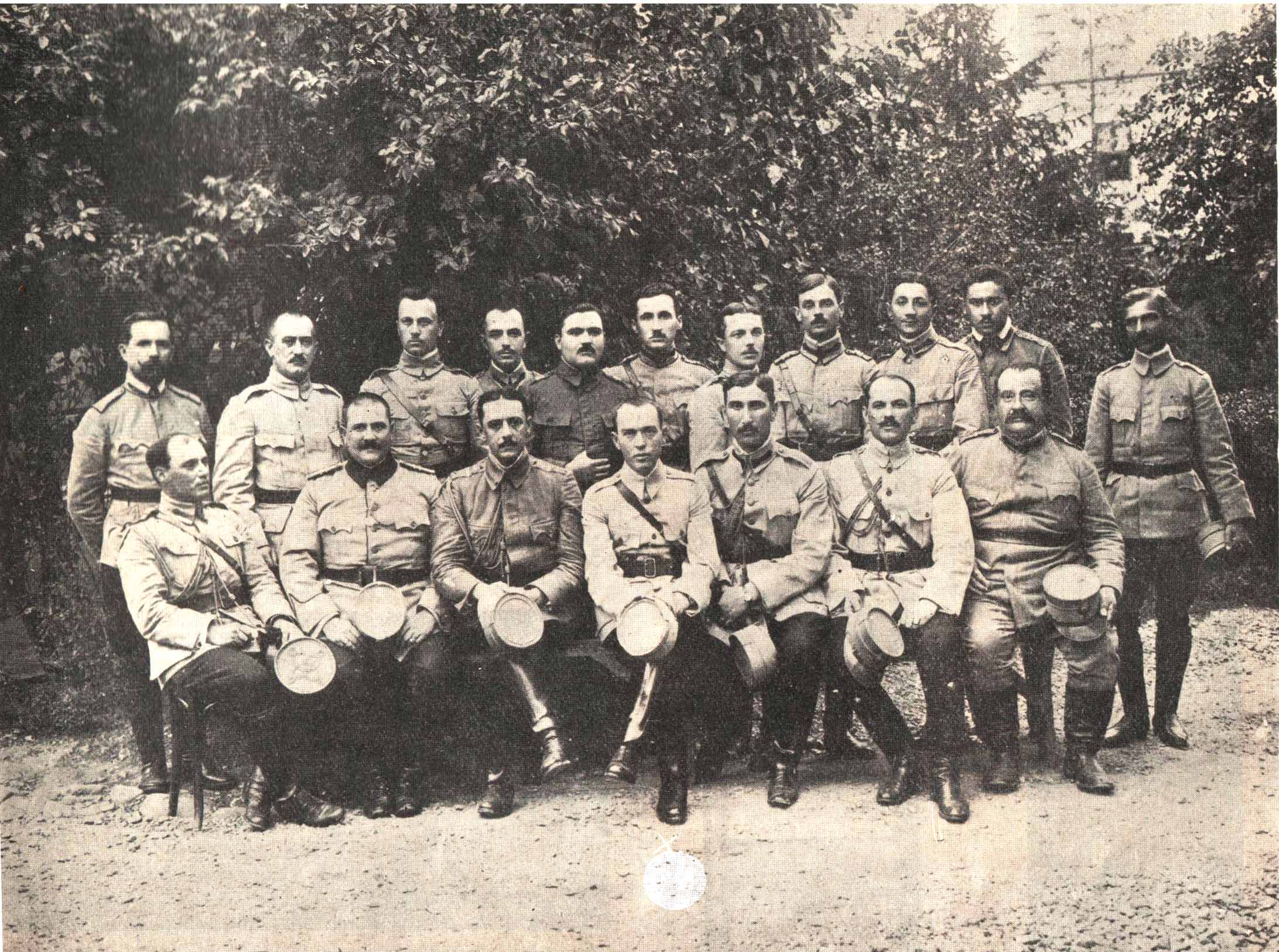
Ion Antonescu în anul 1918 (rândul de jos, în centru), alături de ofițerii din Secția Operațiuni a Marelui Cartier General Român

Planul respectiv a fost defalcat în două acțiuni deosebite.
- Prima ar fi trebuit să fie una rapidă – prin surprindere, pentru a fi ocupat traseul căii ferate dintre Ungheni (centru destinat trupelor române) și Tighina/Bender (destinat unor trupe loiale ucrainene, musulmane sau sârbe, aflate sub ordinul Comandamentului Rus). Cele două capete ale liniei ar fi trebuit ocupate simultan,[62] pentru a se evita aruncarea în aer de către elemente ostile, a podului de peste Nistru. Chișinăul ar fi urmat apoi să fie ocupat cât mai rapid.[63]
- A doua ar fi trebuit să fie trecerea Prutului de către trupele diviziei, pentru a fi concentrate în zona Chișinău-Cărbuna.[62]

Ocuparea Chișinăului ar fi trebuit să revină unui efectiv format din 3 batalioane (două de ardeleni și unul de grăniceri), care după ocuparea Unghenilor ar fi urmat să plece de la Socola în 3 trenuri consecutive și să ajungă în capitala Basarabiei dimineața, pentru a dezarma elementele turbulente și a aresta capii acestora. Alături de cele 3 batalioane ar fi urmat să fie personal local din Chișinău, pentru a da comandanților informații în legătură cu punctele locale de interes (depozite, locuințe ale conducătorilor, localuri ocupate de trupe). De asemenea, în dotarea transporturilor de trupe ar fi urmat să fie material și echipe de cale ferată, precum și personal și material de poștă și telegraf.

### Operațiuni premergătoare
La 5/18 ianuarie 1918, ambasadorul francez Saint-Aulaire i-a telegrafiat de la Iași consulului Sarrée de la Chișinău:
„Toți colegii mei, trimișii altor puteri aliate și eu, de asemenea, suntem împuterniciți să vă declarăm oficial că intrarea trupelor române în Basarabia este o acțiune pur militară cu scopul asigurării normale a spatelui frontului ruso-român în corespundere cu regulile existente în toate statele beligerante. Din această cauză intrarea trupelor române în Basarabia nu poate influența nici situația politică existentă din Basarabia, nici viitorul acestei țări”
La 7 ianuarie 1918, trupe românești staționau în continuare în Leova.
Pe 7/21 ianuarie un mic detașament român pornit în recunoaștere în fruntea căruia se afla comandantul Regimentului 47 român – colonelul Dragu, a fost luat prizonier de către soldații bolșevici la Vulcănești. Ca efect al intervenției profesorului universitar Filonov, conducătorul sovietelor din Ismail, militarii detașamentului au fost salvați. Escadronul de cavalerie – comandat de căpitanul Vasilescu, atacat cu focuri de armă de soldați și de populație a fost împrăștiat, după ce comandantul acestuia a fost ucis. Toate detașamentele române de pe malul stâng al Prutului, releurile de curieri și pichetele de grăniceri au fost atacate de soldații ruși. La Bolgrad comandantul Armatei a 6-a Ruse, generalul Kotzebue, a fost arestat de către proprii soldați.

### Dispozitivul de luptă
La data de 4/17 ianuarie 1918, Consiliul de Miniștri român a luat decizia de a declanșa operațiunea principală, astfel că la 7/20 ianuarie, Marele Cartier General român a trimis trupelor ordinul de operații.
Marele Cartier General român a considerat în instrucțiunile sale adresate trupelor care trebuia trimise peste Prut, că acestea sunt detașate, explicând rațiunea acțiunii inițiate astfel:
„Marele Cartier General
17 ianuarie 1918
Nr. 7255
1. În urma unei propagande răuvoitoare, bande de răufăcători armați atacă trenurile cu provizii care trec prin Basarabia spre front, depozitele create pe liniile de comunicație ale armatelor ruso-române, precum și depozitele ce se află la producători.
Astfel fiind, alimentarea trupelor aflate pe front, cum și a populației civile sunt primejduite.
2. Pentru a pune capăt acestor neajunsuri, s-a dispus a se trimite trupe care să restabilească ordinea în zona etapelor din Basarabia și să asigure bunul mers al trenurilor care vin cu provizii pentru front.
...”—Șeful Statului Major General însărcinat cu comanda armatei române, General de corp de armată Constantin Prezan: „Instrucțiuni cu privire la linia de purtare a trupelor detașate în Basarabia”

#### Dispozitivul terestru
Conform ordinului de operații, o forță formată din 4 divizii române aflate la dispoziția Corpului VI Armată, trebuia să treacă Prutul:
- Divizia 1 Cavalerie spre nordul Basarabiei, în direcția Bălți-Soroca până la marginea regiunii ocupată de Armata Austro-Ungară în ținutul Hotin.[69]
- Divizia 11 Infanterie între Ungheni și Leova, spre Chișinău[68]
- Divizia 2 Cavalerie ca legătură între Diviziile 11 și 13[68]
- Divizia 13 Infanterie pe la Cahul, spre sudul Basarabiei[68]

Comandanții marilor unități terestre
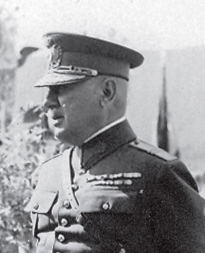
Mihail Schina, Divizia 1 Cavalerie
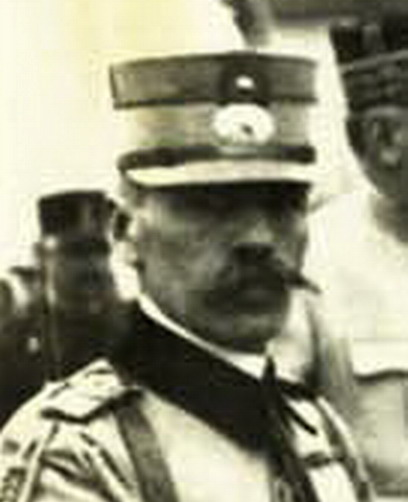
Petre Greceanu, Divizia 2 Cavalerie
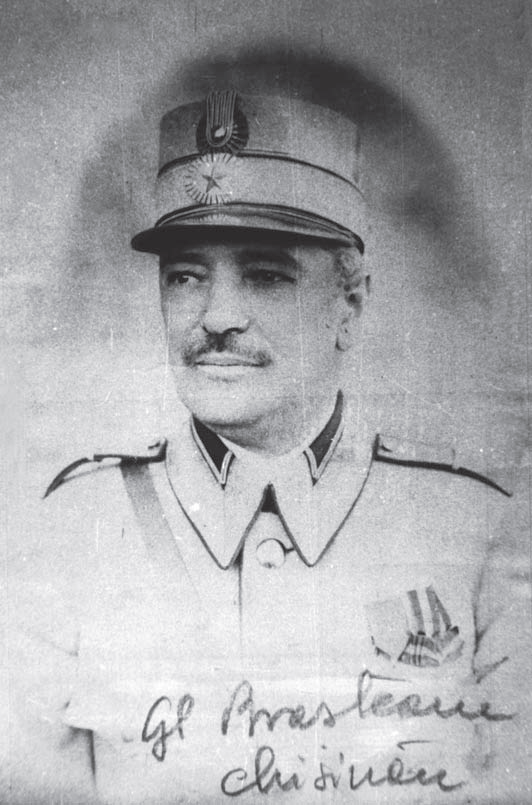
Ernest Broșteanu, Divizia 11 Infanterie
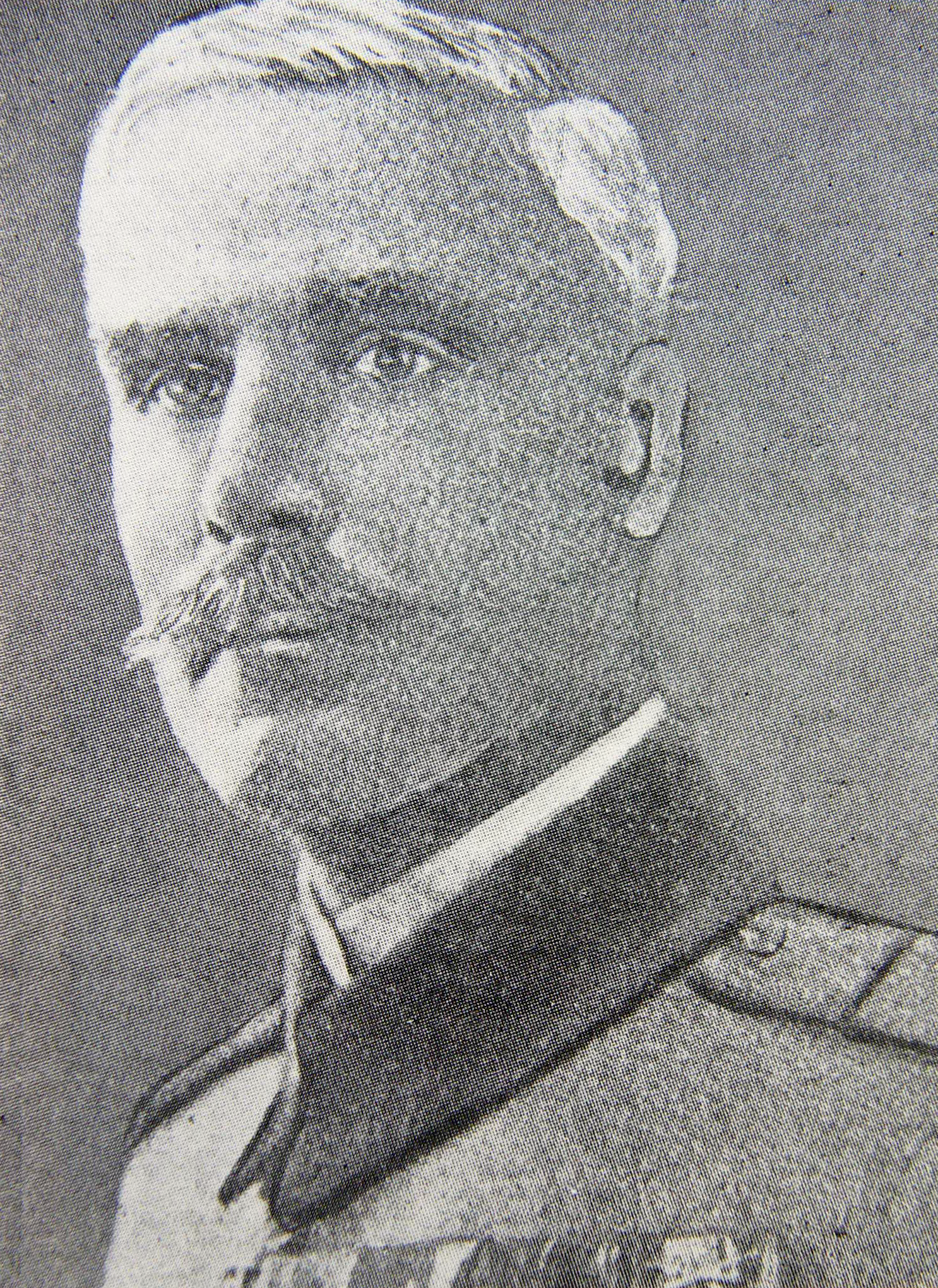
Ioan Popescu (Sanitarul), Divizia 13 Infanterie

### Trecerea Prutului de către marile unități
Însoțite de către comandantul Misiunii Militare Franceze franceze – generalul Henri Mathias Berthelot, diviziile au avansat peste Prut în baza unei înțelegeri între Aliați. Trecerea râului a fost asigurată de către Brigada 1 Grăniceri, care a asigurat celor 4 divizii ocuparea podurilor și a raioanelor cu vaduri și apărarea flancurilor la treversare. Ulterior grănicerii au rămas în dispozitiv de pază pe malul drept al Prutului.
Divizia 1 Cavalerie, aflată sub comanda generalului Mihail Schina, a traversat Prutul pe la Țuțora în data de 8/21 ianuarie.
Divizia a 11-a Infanterie, aflată sub comanda generalului Ernest Broșteanu, a trecut râul pe 10/23 ianuarie, pe la Leova (Brigada 22 Infanterie) și pe la Ungheni (Brigada 21 Infanterie). În seara zilei de 13 ianuarie 1918 brigăzile 21 și 22 Infanterie au intrat în Chișinău. A doua zi a intrat în capitala Basarabiei și comandamentul Diviziei 11 Infanterie, în frunte cu generalul Ernest Broșteanu.
Cu trupe ale Diviziei a 13-a Infanterie au fost organizate două detașamente, care au traversat râul la data de 11/24 ianuarie: „Prut” (format dintr-un batalion din Regimentul 48 Infanterie, alături de artilerie și cavalerie), pe la Vadul lui Isac și „Bolgrad” (format din 3 batalioane din Regimentul 47 Infanterie, alături de artilerie și cavalerie), pe la Oancea.

### Atacuri inițiale

Harta Republicii Democratice Moldovenești

La 6 ianuarie, guvernul român, în acord cu autoritățile ucrainene, a ordonat trupelor transilvănene să înainteze de la Kiev spre Chișinău și să execute în paralel un atac asupra orașului de graniță Ungheni, care avea o garnizoană bolșevică.:32 La sosirea lor în gara Chișinău, pe 19 ianuarie, în jurul orei 1, cei 800 până la 1.000 de ardeleni au fost întâmpinați de Regimentul 1 Infanterie Moldovenesc, Regimentul 5 de Cavalerie Zaamursky și un detașament al Gărzilor Roșii organizat de Front-Otdel. După ce ardelenii au refuzat predarea armelor, a izbucnit o luptă, aceștia fiind în cele din urmă dezarmați și arestați, pierzând cinci sau șase miltari uciși și mulți răniți, supraviețuitorii fiind apoi trimiși înapoi la Kiev.:371:64–65:32 Încercările lui Erhan și Inculeț de a convinge trupele moldovenești să-i elibereze pe ardeleni, pretinzând că erau doar în tranzit, au eșuat după ce soldații capturați au declarat că au fost trimiși să preia depozitele românești și să lichideze bolșevicii.:372:32 Totuși, potrivit lui Vasile Tutula, după ce soldații ardeleni au fost arestați, bătuți, obligați să mărșăluiască pe străzile orașului în uniforme rupte, fiind batjocoriți și scuipați, unii dintre ei au fost apoi eliberați prin forță de trupele moldovenești care le-au oferit adăpost în cazărmi, în timp ce potrivit lui Dorin Dobrincu, ardelenii au fost eliberați după câteva zile, în contextul intrării trupelor române în Basarabia.
Între timp, comandamentul român a decis pe 17 ianuarie să trimită alte trupe spre Basarabia, mai multe unități trecând Prutul pe 18 și 19 ianuarie.:33 Atacul de la Ungheni a început în zorii zilei de 18 ianuarie implicând, pe lângă trupele române, trupe rusești încă loiale lui Șcerbaciov și unități naționaliste ucrainene. Trupele combinate au reușit să-i învingă pe sovietici și să cucerească orașul, executând cei doisprezece membri ai Sovietului local de deputați ai soldaților. În seara zilei următoare, trupele române ajunseseră la Strășeni, îndreptându-se spre Chișinău, dar fiind întâmpinate de un puternic baraj de foc sovietic la Ghidighici și Cojușna. În noaptea de 20 ianuarie, trupele de intervenție s-au retras în dezordine spre Strășeni, abandonând armele și predându-se în grupuri mici, urmărite de unitățile de cavalerie ale Front-Otdel. Întâmpinat de ostilitate de către sătenii din zonă, un detașament de peste o mie de români a fost înconjurat și s-a predat la Strășeni. Trupele române și detașamentele rusești conduse de generalul Nekrașov, reprezentantul lui Șcerbaciov, s-au retras spre Ungheni și au încercat să se regrupeze la Cornești în cursul zilei de 20 ianuarie, dar au fost înconjurate de un batalion al revoluționarilor. Unele dintre aceste trupe s-au predat, în timp ce restul au reușit să evadeze și să se retragă spre România. Generalul Nekrasov abia a scăpat de linșajul propriilor soldați, fiind în cele din urmă ucis de localnici.:372–373 La 21 ianuarie, detașamentul sectorului 2 de cale ferată, care avea sarcina de a repara linia dintre Chișinău și Strășeni, a atacat un detașament de trupe române, capturând 40 de militari, ceilalți retrăgându-se spre Ungheni.: 33
Cam în aceeași perioadă, armata română împreună cu trupele ruse loiale lui Șcerbaciov au încercat să formeze un cap de pod în sudul Basarabiei, ocupând Cahul, Vadul lui Isac și Manta. Încercând să intre în Bolgrad, au fost întâmpinați de trupele Comitetului Militar Revoluționar al Armatei a 6-a Rusă, care, în noaptea de 22/23 ianuarie, împreună cu cîteva detașamente moldovenești, au reușit să-i dezarmeze după o scurtă luptă, trupele române fiind obligate să se retragă din Bolgrad, Cahul, Leova și Vulcănești.:33:373–374 Garnizoana și localnicii din Reni au reușit, de asemenea, să respingă un atac de peste graniță, în timp ce generalii ruși Kotzebue, Dedyushin și Ivanov au fost arestați, fiind considerați colaboratori ai invadatorilor români. :373–374

### Operațiunile din zona de centru

#### Preluarea orașului Chișinău de către sovietici
Între timp, bolșevicii au atacat sediul Comisiei Inter-Aliate, arestând militari și oficiali ai statelor Antantei, precum și mai mulți deputați ai Sfatului Țării. Liderii moldoveni, Erhan și Inculeț, au fost invitați la o ședință comună de urgență a Comitetelor executive ale provinciei Basarabia și orașului Chișinău, Sovietelor deputaților muncitorilor și soldaților,  Comitetului Executiv al Sovietelor țăranilor basarabeni și Comitetului Executiv Militar Central al Moldovei, care s-au întrunit la 19 ianuarie pentru a declara stare de război. Erhan și Inculeț au declarat în cadrul ședinței că nu știu nimic despre intrarea trupelor române și că vor demite orice directori care ar fi putut avea vreo legătură cu asta. În funcție de context, ei fie au fost nevoiți să redacteze și să trimită guvernului român o telegramă de protest la adresa intrării armatelor române și prin care se cerea încetarea intervenției militare în Basarabia,, fie au făcut-o voluntar, pentru a elimina suspiciunile la adresa lor.:374:34 Nu este clar dacă preluarea puterii de către Front-Otdel a fost precipitată de intervenția militară română sau a fost rezultatul faptului că aceasta câștigase loialitatea majorității sovietelor locale din Basarabia în ziua precedentă. :65 Erhan și Inculeț au fost, de asemenea, nevoiți să ordone regimentelor moldovenești să se opună înaintării trupelor române:65 Pantelimon Halippa a susținut că Gherman Pântea a semnat de fapt ordinul, despre care Inculeț și Erhan știau, dar ordinul nu a ajuns la trupele moldovenești, fiind folosit doar drept justificare în fața conducătorilor bolșevici care controlau Chișinăul. Nu este clar dacă Erhan și Inculeț au fost forțați de bolșevici să ordone opunerea de rezistență la avansul românesc sau dacă au repudiat cu adevărat sosirea „eliberatorilor” români.:65 Liderii moldoveni nu aveau o perspectivă unitară asupra viitorului Basarabiei: în timp ce Halippa și Pelivan căutau o unire cu România, Erhan și Inculeț erau politicieni de stânga care doreau o Republică Moldova, fie independentă, fie ca parte a unei viitoare Federații Ruse. Inculeț în special, în calitate de președinte al Sfatului Țării, nu a luat parte la nicio misiune în fața guvernului român, iar ulterior a fost împiedicat să participe la negocierile de la Brest-Litovsk, întrucât românii se temeau că va sprijini încorporarea Basarabiei în Federația Rusă.:65 Pe 20 ianuarie, Sfatul Țării și Consiliul Directorilor Generali pierduseră orice putere pe care o mai aveau asupra Basarabiei, sovieticii preluând controlul.:374 „Front-Otdel” a deschis depozitele militare și a distribuit arme populației locale, organizând Gărzile Roșii locale. În noaptea de 20, în Chișinău a fost decretată legea marțială, s-a dizolvat Sfatul Țării și s-a scos în afara legii Consiliul Directorilor Generali și orice organizații care desfășurau „activitate contrarevoluționară”. De teamă că vor fi arestați, mulți membri ai Sfatului Țării s-au ascuns sau au părăsit orașul, în timp ce unii dintre directori, cu ajutorul atașatului militar francez și al moșierului Pantelimon V. Sinadino, liderul Uniunii Proprietariilor de terenuri din Basarabia, au plecat la Iași pentru a cere o intervenție românească.:34

#### Ofensiva principală și cucerirea orașului Chișinău
Forțele române care au efectuat intervenția în Basarabia numărau două divizii de infanterie și două de cavalerie, însumând 50.000 de militari.:375–376 La 20 ianuarie, Comandamentul Român a ordonat trupelor sale să treacă Prutul, iar primele unități românești au intrat în Basarabia a doua zi. În dimineața zilei de 10/23 ianuarie, Divizia a 11-a Infanterie a generalului Ernest Broșteanu a traversat râul Prut, cu misiunea să cucerească Chișinăul și să avanseze spre Tighina (Bender), Divizia 1 Cavalerie trebuia să  atace Bălți și Soroca, Divizia 13 Infanterie trebuia să ocupe sudul Basarabiei, în timp ce Divizia 2 Cavalerie avea menirea de a asigura legătura între cele două divizii de infanterie ocupând zona Cimișlia. La 25 ianuarie, toate diviziile române au fost comasate în Corpul VI Armată, sub comanda generalului Ioan Istrate.:167–168:35
La 12/25 ianuarie 1918 generalul Prezan într-un comunicat către basarabeni, a declarat că armatele române au intrat în provnicie pentru „a aduce rânduială și liniște în satele și târgurile” basarabene, „punând la adăpost viața și avutul întregului popor împotriva răufăcătorilor” și pentru asigura transportul „celor trebuincioase pentru traiul armatelor ruse și române”. În același comunicat a precizat că România nu dorește să ocupe Basarabia.
Aflat în defensivă, Front-Otdel controla în Chișinău circa 6.000 de militari, inclusiv Regimentul 1 Infanterie Moldovenesc, Regimentul 1 Husari Basarabean, Regimentul 1 Husari Moldovenesc, Regimentele 3 și 5 de Cavalerie Zaamursky, Brigada a 14-a de Artilerie și mai multe detașamente de voluntari ale Gărzilor Roșii. Aceste trupe au fost însărcinate să „reziste până la sosirea întăririlor, iar odată cu sosirea acestora să treacă la contraofensivă și să-i alunge pe români din Republica Moldova”. Printre apărători se numărau Filipp Levenson, Grigore Cotovschi și Iona Iakir.:375–376 Două zile mai târziu, Inculeț și reprezentanții comitetelor militare moldovenești s-au întâlnit la Călărași cu generalul Broșteanu. Ambele părți au convenit că românii „nu se vor amesteca în treburile interne ale Basarabiei”. Totuși, când a fost informat de delegații moldoveni că pedeapsa cu moartea a fost abolită în Basarabia, Broșteanu a răspuns că va fi judecătorul suprem și va aplica orice pedeapsă pe care o va considera potrivită.:377 Prim-ministrul român Take Ionescu avea să declare mai târziu că „întreaga lume știa că trupele au fost trimise în Basarabia pentru a desăvârși, când va fi posibil, actul final de unire cu Basarabia”.:375:38 La Odesa, ședința plenară din 20 ianuarie a Comitetului Executiv Central al Rumcherod a decis să se constate „starea de război cu România” și a declarat o mobilizare generală pentru detașamentele de voluntari din raioanele Odesa, Tiraspol, Herson, Cetatea Albă și Bender. Rumcherod a hotărât, de asemenea, arestarea oricăror oficiali români aflați în oraș și sechestrarea proprietăților românești. Decizia a fost anulată a doua zi, Rumcherod sperând să obțină o soluționare diplomatică a conflictului. La 23 ianuarie, Rumcherod a transmis oficial consulului român și misiunilor britanice și franceze cererea ca guvernul român să-și retragă trupele din Basarabia și ca trupele rusești de pe frontul român să primească permisiunea de liberă trecere spre Rusia. În timp ce reprezentantul României a negat o intervenție a trupelor române, misiunea Antantei a răspuns că trupele au fost trimise pentru a proteja depozitele românești.:36–37
În primele zile ale ofensivei, trupele române care trecuseră Prutul între Ungheni și Leova au ocupat Ungheni, Căinari și Pogănești. În drumul lor, au ocupat facilitățile feroviare și depozitele de alimente, au dispersat sovietele și comitetele țărănești și au împușcat membrii acestora, rechiziționând provizii de hrană de la țărani.:35 După trei zile de luptă, trupele române care înaintau dinspre Hîncești și Strășeni au cucerit orașul Chișinău în seara zilei de 13/26 ianuarie 1918,:375:39 fiind întâmpinați de Erhan și Pântea, însoțiți de mai multe batalioane moldovenești. Totuși, potrivit unor relatări, mai multe unități moldovenești au luptat „umăr la umăr” alături de revoluționarii ruși împotriva Armatei Române,:65 rapoartele Sfatului Țării indicând că 86% din trupele moldovenești au luptat de partea Front-Otdel, iar „soldații erau hotărâți să-i ucidă pe ofițerii suspectați de trădare”.:376 Trupele sovietice s-au retras la Tighina fără a opune rezistență trupelor române în oraș.:511:377 Din punctul de vedere al sovieticilor, factorii care au dus la eșecul apărării Chișinăului au inclus inferioritatea numerică a efectivelor, gestionarea defectuoasă a unităților existente, fricțiunile interpartinice între diferitele organizații sovietice și succesul susținătorilor Sfatului Țării în rândul ofițerilor care au reușit să neutralizeze o parte din regimentele moldovenești.:376 Astfel, unii ofițeri au reușit să trimită trupe moldovenești departe de oraș, într-un sector pasiv, în timp ce susținătorii lui Șcerbaciov, încă activi în rândul trupelor din sudul Basarabiei, au reușit să împiedice unitățile rusești din Corpul 47 Armată rus și alte unități ale Armatei a 6-a rusă să vină în sprijinul apărătorilor.:376–377 În ziua căderii Chișinăului, guvernul de la Petrograd a decis să rupă toate relațiile diplomatice cu România și a expulzat reprezentanții acesteia, a declarat rezervele de aur românești „inaccesibile oligarhiei române” și l-a declarat pe Șcerbaciov „dușman al poporului”. A doua zi, generalul Broșteanu a intrat oficial în oraș, armata română organizând o paradă. Întrucât guvernul român nu a răspuns protestelor sale, Rumcherod a anunțat pe 4 februarie că se consideră în război cu România și, pe 6 februarie, a ordonat unităților de pe Frontul Român și Districtului Militar Odesa „să opună de îndată rezistență armată împotriva trupelor militare românești care au intrat în Basarabia, precum și în orice localitate în cazul în care forțele române vor încerca să dezarmeze trupele sovietice sau să sechestreze material și echipament militar”.:39–40
La 15/28 ianuarie, în cadrul unei ședințe comune extraordinare a Sfatului Țării și a guvernului, Inculeț a salutat și a argumentat prezența militară românească în Basarabia, vorbind despre garanțiile românilor, în timp ce Erhan l-a asigurat pe generalul Broșteanu că guvernul de la Chișinău va lua toate măsurile pentru a sprijini acțiunea armatei române.

#### Bătălia de la Bender (Tighina)
Cu sprijinul detașamentelor moldovenești, românii și-au continuat înaintarea spre Hotin, Ismail, Tighina (Bender) și Cetatea Albă.:38 O rezistență deosebit de acerbă a fost întâlnită la Bender, un nod strategic de cale ferată și o importantă fortăreață, locul unde se retrăsese „Front-Otdel”.:39:382–384 Decizia de a rezista a fost luată la 24 ianuarie în cadrul unei întălniri a soldaților garnizoanei locale și a muncitorilor locali, când a fost creat „Cartierul General al Apărării Bender” din care făceau parte Front-Otdel, membri ai Sovietului de la Chișinău și comandanți ai detașamentelor revoluționare care se opuneau trupelor române, precum și susținători locali ai puterii sovietice (bolșevici și alți socialiști deopotrivă). În fața Diviziei 11 Infanterie Române se aflau Regimentele 5 și 6 Cavalerie, detașamente create în grabă de Gărzi Roșii recrutate din atelierele de căi ferate și dintre locuitorii orașului, precum și soldații Regimentului 4 Moldovenesc din Bender. Românii au avansat la sfârșitul lunii ianuarie dinspre Chișinău și Căinari, ultima coloană a fost interceptată de un atac preventiv organizat de Gărzile Roșii din Bender folosind un tren blindat improvizat, care a avut ca rezultat capturarea și dezarmarea a 844 de români.:382–384:39 Întrucât Cartierul General al Apărării a decis să trimită trupele regulate dincolo de Nistru, pentru reorganizare și reaprovizionare, Gărzile Roșii au dus greul apărării împotriva atacului românesc asupra orașului, care a început la 29 ianuarie. În ciuda unui sprijin intens al artileriei, românii nu au putut pătrunde în oraș timp de două zile, în timp ce apărătorii au reușit să cucerească mai multe echipamente militare. După ce depozitele de muniție de artilerie ale orașului au explodat, fie din cauza unei lovituri directe, fie din cauza unui sabotaj, iar mari părți ale orașului au fost cuprinse de flăcări, Gărzile Roșii au decis să se retragă peste Nistru în dimineața zilei de 2 februarie. Pe 5 februarie, după o încercare românească de a trece Nistrul, o bătălie pentru controlul podului peste râu s-a transformat pe neașteptate într-un contraatac sovietic, iar cea mai mare parte a orașului a fost recucerită în jurul orei 8 dimineața, în timp ce trupele române se retrăgeau în dezordine.:40 Principalul contraatac sovietic a început a doua zi, când trupele Front-Otdel, întărite cu soldați voluntari din Armata a 8-a Rusă, detașamentele Gărzii Roșii din Odesa și Nikolaev, precum și în jur de 500 de voluntari români pro-sovietici (printre care erau și muncitori veniți la Odesa pentru a opera echipamentele evacuate din porturile navale românești, în urma ocupării acestora de forțele Puterilor Centrale):270 organizați de Comitetul Militar Revoluționar Român, au reușit să elibereze orașul de trupele regulate române. Ofensiva sovietică a respins Brigada 22 Infanterie Română 10-15 km spre Bulboaca și Căușeni și a capturat personal și cantități semnificative de material militar. Trupele române întărite au atacat din nou orașul pe 7 februarie dinspre Bulboaca și Calfa, iar trupele sovietice s-au retras în cele din urmă peste Nistru din cauza pierderilor grele suferite, românii reușind să cucerească și unele așezări de peste râu. Pierderile românilor în timpul bătăliei pentru Bender s-au ridicat la 141 de persoane, inclusiv 3 ofițeri. Un val de represalii brutale a început împotriva populației locale, românii punând în jur de 5.000 de locuitori sub pază armată în apropierea gării și confiscând rezervele de alimente din Bender și satele învecinate. Aproximativ 150 de lucrători feroviari, precum și alți localnici, au fost executați în fața mulțimii.:382–384 În urma medierii diplomaților străini, a fost semnat un acord de încetare a focului de 48 de ore. pe 8 februarie.:40

### Operațiunile din zona de nord

#### Bătălia de la Bălți
Vestea a ceea ce localnicii au văzut ca fiind o invazie românească a alertat și diferitele comitete din Bălți, care au organizat la 21 ianuarie Cartierul General Revoluționar pentru Apărarea Basarabiei, condus de moldovenii Andrei Paladi , președintele Sovietului țărănesc din ținutul Bălți, Grigore Galagan, președintele comitetului local de fond funciar, și Vasile Rudiev, comisarul administrației locale. A doua zi, Paladi i-a îndemnat pe localnici să organizeze echipe de apărare, iar mai târziu, în aceeași zi, a avut loc un miting la care au participat 3.000 de muncitori, militari ai garnizoanei și reprezentanți ai satelor din apropiere, care și-au exprimat protestul față de intrarea forțelor de ocupație în Basarabia și, ulterior, au fost distribuite populației arme din depozitele militare.:385–389 Congresul deputaților țăranilor din ținutul Bălți a adoptat la 27 ianuarie o rezoluție prin care respingea autoritatea Sfatului Țării și recunoștea Sovietul Comisarilor Poporului, protestând împotriva separării de Rusia și a cerut ca puterea să fie exercitată de soviete ale reprezentanților țăranilor, soldaților și muncitorilor. Urmau să fie realese comitete și organizații la toate nivelurile, să fie trimiși delegați la Petrograd pentru a cere ajutor împotriva intrării românilor pe teritoriul Basarabiei, iar organizațiile din alte ținuturi basarabene au fost invitate să avizeze hotărârile Congresului ținutului Bălți. Pentru a împiedica proprietarii de pământ să solicite sprijinul trupelor române, liniile lor telefonice au fost întrerupte, iar centrala telefonică a fost preluată sub controlul Congresului.:35–36
Principalul organizator al forțelor de apărare a fost căpitanul de stat major Anatolie Popa, veteran al Primului Război Mondial, fost membru al Comisariatului Militar Central Chișinău implicat în crearea Regimentului 1 Moldova, care la începutul lunii ianuarie fusese numit de către Sfatul Țării în calitate de Comisar militar pentru ținutul Bălți. Popa a fost cel care a condus efectiv apărarea, întrucât Paladi fusese trimis de Congresul Țăranilor de la Bălți în nord, pentru a solicita ajutor de la Armata a 8-a rusă și de la Sovietul Comisarilor Poporului, în timp ce Rudiev a plecat la Chișinău pentru a participa la cel de-al treilea Congres al Țăranilor Basarabeni. Până în 2 februarie, Popa a reușit să formeze un batalion de infanterie, două escadroane de cavalerie, o companie de mitraliere, o companie de automobile și o baterie de artilerie incompletă, întărite în continuare de grupuri armate de țărani din Cubolta și Moara de Piatră. Astfel, totalul efectivelor includea, pe lângă soldații garnizoanei orașului, până la o mie de voluntari organizați în Gărzile Roșii. Au fost săpate tranșee în jurul orașului și au fost instalate tunuri și mitraliere în punctele principale de acces. La 3 februarie 1918, Divizia 1 Cavalerie Română a trecut Prutul pe la Sculeni și a înaintat spre Fălești, unde a fost primită cu foc de Gărzile Roșii, dar orașul a fost în cele din urmă capturat după două atacuri succesive.:385–389 A doua zi, generalul român Mihail Schina a fost capturat de o unitate țărănească de autoapărare în Obreja Veche, dar a fost eliberat de un atac al cavaleriei române. Încercările românilor de a pătrunde în Bălți dinspre sud pe 4 februarie au fost respinse de focul de mitraliere și artilerie, trupele române fiind forțate să se retragă din cauza pierderilor grele. Un alt atac în apropierea gării a fost blocat de rezistența soldaților revoluționari și a voluntarilor locali. Având superioritate numerică, trupele române au ocupat în cele din urmă orașul în jurul orei 15, pe 5 februarie, după o luptă aprigă,:42 deși împușcăturile au continuat în interiorul orașului până la căderea întunericului.:385–389 Înaintând spre nord, un detașament român a capturat Soroca pe 6 februarie, iar pe 12 februarie trupele române au ajutat legiunile poloneze să cucerească orașul Iampol, peste Nistru.:42 Regimentul de Infanterie Aslanduz și Gărzile Roșii din Ocnița au ajuns în apropiere de Bălți numai după ce românii l-au ocupat și, prin urmare, nu au putut să ofere sprijin forțelor de apărare. În zilele următoare și până la sfârșitul lunii februarie, împreună cu o parte a apărătorilor orașului Bălți și a grupărilor țărănești înarmate, aceste trupe au continuat să lupte, opunându-se avansului românesc de-a lungul căii ferate Bălți-Ocnița (la Sofia, Drochia, Tîrnova și Dondușeni) și apoi, sub conducerea lui Paladi, în zona Rîbnița-Șoldănești. Între timp, între 5 și 6 februarie, aproximativ 1.000 de persoane au fost arestate și 20 împușcate la Bălți de către Armata Română. Anatol Popa a fost judecat și condamnat la moarte, dar grațiat din cauza popularității sale și invitat să se alăture Armatei Române. El a decis în schimb să fugă și mai târziu va conduce mai multe unități sovietice în Războiul Civil Rus. Serviciul de informații si contrainformații român a raportat la 8 februarie că încă se mai produceau tulburări printre țăranii din ținutul Bălți împotriva prezenței românești.:385–389
Îndreptându-se spre Nistru, trupele române au încercat, fără succes, să ocupe la 17 februarie/2 martie 1918 un cap de pod pe malul stâng al acestuia, lângă Rîbnița.

### Operațiunile din zona de sud
În partea de sud a provinciei, intervenția românească a fost efectuată de Divizia 13 Infanterie, Divizia 2 Cavalerie, Brigada 5 Călărași și alte unități mai mici. Înaintarea românească a întâmpinat diverse grade de rezistență și au avut loc lupte în diverse locuri. La 23 ianuarie, Congresul autodeterminarii țăranilor și muncitorilor din Bugeac, desfășurat la Cetatea Albă, a respins autoritatea Sfatului Țării și a decis să lupte împotriva invadatorilor.:40 În aceeași zi, după un bombardament de artilerie, românii au capturat Cahul. Pe 24 ianuarie, apărătorii din Bolgrad au dispersat unitățile atacatoare folosind mitraliere, cu toate acestea, forțele principale ale Diviziei a 2-a de Cavalerie au învins rezistența locală în ziua următoare.:389–391:38– 39 Câteva zile mai târziu, țăranii bulgari din Taraclia au adunat un detașament de 250 de oameni înarmați cu puști, coase și furci, dar orașul s-a predat după ce artileria română a deschis focul. De asemenea, au avut loc încăierări și lupte intense între trupele române și voluntari organizați în grabă la Comrat și în gările din Ceadîr-Lunga și Basarabeasca. Orașul Ismail a fost cucerit după lupte intense și bombardamente executate de navele de război românești. Apărătorii, numărând câteva sute de soldați și marinari, au rezistat între 3 și 6 februarie, deoarece în oraș domnea confuzia politică. Ca represalii, românii au arestat 1.500 de localnici și au executat 14 marinari, în timp ce membrii Sovietului deputaților marinari au fost spânzurați.:389–391:40–41 O parte dintre apărători s-au retras în Chilia unde, împreună cu forțele locale de autoapărare, au reușit să reziste zece zile, până când orașul a fost capturat pe 7 februarie, după o scurtă bătălie. Apărătorii au fost sprijiniți și de marinarii români organizați de un comitet revoluționar condus de Gheorghe Stroici. Soldații și muncitorii români de pe vasele militare și civile ale flotei române s-au revoltat în perioada 27-28 ianuarie, au ridicat steagul roșu și au ajutat la apărarea orașului. După capturarea Chiliei, apărătorii ei s-au retras spre Odesa.:41
Luptele în jurul orașului Vâlcov au izbucnit în seara zilei de 8 februarie, nave santinelă aflate sub comanda sovietică răspunzând cu foc postului românesc din Periprava. A doua zi, monitoare românești ale Diviziei 2 Marine au bombardat orașul și navele de transport prezente în port, determinând bateria plutitoare K-15 să întoarcă focul. În timp ce navele auxiliare au reușit să părăsească portul, canonierele sovietice au reușit să avarieze un monitor românesc și să-i distrugă centrul de direcționare a focului, forțându-l să se retragă în amonte. În lupta împotriva Marinei Regale Române au luat parte mai multe vase militare trimise din Odesa și Sevastopol și până la 1.000 de soldați revoluționari și Gărzi Roșii. Pe 12 februarie, un detașament de 200 de marinari din Flota Baltică a sosit în oraș, conduși de anarhistul Anatoli Zhelezniakov, care a preluat comanda trupelor de apărare. A doua zi trupele au fost debarcate pe o insulă a Dunării din apropiere, pentru a împiedica circulația navelor românești. Rezistența a continuat până pe 28 februarie, când navele supraviețuitoare s-au retras spre Odesa și Nikolaev.:41 Două baterii plutitoare foste rusești, K-2 și K-7, au fost capturate de români în Delta Dunării, în cursul lunii februarie. Aceste nave, care făceau parte din clasa „Russud”, aveau fiecare un deplasament de 259 t și măsurau 54,7 m în lungime, cu o lățime de 7,1 m și cu un pescaj de 1,2 m. Aveau o viteză maximă de 5,5 noduri (10,2 km/h), generată de motoare diesel cu doi arbori și fiind înarmată fiecare cu câte două tunuri de 152 mm. Neputând să le evacueze, sovieticii au abandonat în diferite porturi basarabene dunărene submarinul nr. 3, nava fluvială de război „Odessa”, puitorul de mine „Yulia”, opt bărci fluviale, o navă de mesagerie și o serie de nave de sprijin.:42
După cucerirea Vâlcovului, la 3 februarie 1918, rezistența a continuat cu o apărare de două zile în Tatarbunar și satul Kubey. Între timp, trupele ucrainene ale Radei Centrale cuceriseră orașul Cetatea Albă controlat de eseri, la 28 ianuarie, dar două zile mai târziu, după un miting al soldaților locali, bolșevicii au recâștigat controlul asupra orașului. Trupele române au ajuns la periferia orașului la începutul lunii martie. În urma unei mobilizări generale în ținut, a fost înființat Regimentul 1 Basarabean, căruia i s-a atribuit o poziție de apărare la 30 km de oraș. Cu sprijinul în muniție și întăriri primit de la Odesa, garnizoana de 2.000 de oameni a reușit să reziste până la 9 martie.:40

#### Bătăliile de la Nistru
Luptele au continuat în Basarabia pe tot parcursul lunii februarie, deoarece încercările românilor de a restabili legea și ordinea au întâmpinat rezistența țăranilor și a diverselor unități revoluționare.:66
Ultimele detașamente de revoluționari comuniști au fost alungate peste Nistru și din țară la 7/20 februarie,:38 totuși puterea sovietică s-a menținut în ținutul Hotin, partea de nord a ținutului Soroca și cea mai mare parte a ținutului Cetatea Albă până la semnarea unui armistițiu româno-sovietic la 5 martie.:390
În urma adoptării Declarației de independență a Ucrainei (11/24 ianuarie 1918) legăturile directe dintre Basarabia și Rusia au fost întrerupte, iar la 6 februarie, după dezbateri intense, Republica Democratică Moldovenească și-a proclamat, la rândul său, independența.:37 Bolșevicii au capturat Odesa în perioada 29–30 ianuarie,, proclamând Republica Sovietică Odesa la 17/30 ianuarie 1918, o entitate statală efemeră, sub controlul Rumcherod, care, în timpul scurtei sale existențe, nu a fost recunoscută de nici un alt guvern, inclusiv de bolșevicii ruși.
Între timp, succesul sovieticilor împotriva trupelor ucrainene a permis crearea la Odesa a unui „Colegiu Suprem de combatere a contrarevoluției românești și basarabene”, al cărui lider, Cristian Racovski, a fost însărcinat de Consiliul Comisarilor Poporului cu sarcina de „a alunga forțele contrarevoluționare române din Basarabia și de a provoca o mișcare revoluționară în România”. Negocierile cu românii au fost întrerupte la 15 februarie, iar părții române i s-a prezentat un ultimatum prin care se solicita evacuarea imediată a trupelor sale din Basarabia, predarea tuturor proprietăților militare rusești confiscate, dispersarea unităților contrarevoluționare rusești și a altor unități naționale contrarevoluționare, extrădarea generalului Șcerbaciov și pedepsirea celor responsabili de crime și de execuțiile militarilor ruși. În consecință, luptele s-au reluat pe 16 februarie, însă încercările sovietice de a captura Bender sau de a avansa în amonte, de-a lungul Dunării, au eșuat. Încercările românilor de a trece Nistrul au fost blocate și în urma confruntărilor de la Crocmaz și Palanca:47
La 14 februarie, Lenin l-a numit comandant al Frontului Basarabiei și Transnistriei pe Mihail Muraviev, însărcinându-l cu oprirea ofensivei românești și recucerirea Basarabiei. Liderul sovietic i-a ordonat să mărșăluiască asupra Basarabiei pe 17 februarie și, în decurs de o zi, Muraviev a reușit să transfere 3.000 dintre trupele sale de la Kiev la Nistru, unde s-au unit cu Armata a 3-a condusă de Eser Petr Lazarev, care a fost creată la 21 februarie, prin comasarea tuturor unităților sovietice dintre Galați și Sevastopol,:47–48 Armata a 3-a număra între 4.000 și 5.000 de milițieni indisciplinați din Odesa și un număr mic de foști soldați ai armatei regulate din Armatele a 4-a și a 6-a: Regimentele 5 și 6 de Cavalerie Zaamursky, Regimentul 1 Infanterie Nistru, Regimentul de Cavalerie Kotovsky, trei baterii cu 12 tunuri, o Divizie de obuziere cu 11 tunuri, un detașament de blindate, un batalion de ingineri și unități mai mici. Aceste trupe erau concentrate în Tiraspol, Parcani, Grigoriopol, Dubăsari și Slobozia. Un detașament al comitetului Armatei a 6-a a fost dislocat în sud, între Cioburciu și Marea Neagră.:39 La preluarea comandamentului Frontului la 18 februarie, Muraviev i-a trimis lui Lenin următoarea telegramă:
„Situația este extrem de gravă. Trupele fostului front sunt dezorganizate, în realitate nu există front, rămânând doar un cartier general, a cărui locație este necunoscută. Speranța stă doar în întăriri din afară. Proletariatul de la Odesa este dezorganizat și analfabet politic. Ignorând faptul că inamicul se apropie de Odesa, ei nu se gândesc să-și facă griji. Atitudinea față de chestiune este foarte rezervată - tipică odesitilor.”
Preluând comanda forțelor sovietice care acționau împotriva României la 19 februarie, Muraviev plănuia să avanseze spre Iași din trei direcții: Moghilău, Rîbnița și Bender.:48 La 20 februarie, trupele lui Muraviev au lansat o ofensivă împotriva trupelor române care încercau să stabilească capete de pod peste Nistru, în zona Bender. Românii au fost respinși, pierzând trei tunuri. O altă încercare românească de a trece Nistrul a fost oprită în satul Troitske la 1 martie. La nord, trupele lui Pavel Yegorov, care veneau dinspre Kiev, au întâlnit un detașament românesc între Rîbnița și Slobidka, pe care l-au obligat să se întoarcă, în urma unui atac combinat.:48 Trupele sovietice, în primul rând Armata a 3-a, denumită Armata Revoluționară Specială a Districtului Odesa sau Armata Specială Odesa, au pornit contraofensiva și, după șase zile de lupte, i-au învins pe români la Slobozia și Rîbnița, la 2 martie. Bătălia principală a avut loc la Rîbnița, unde sovieticii au capturat 15-18 tunuri, un număr mare de arme de calibru mic și 500 de prizonieri.:48 Trupele sovietice au înaintat și ele în jur de 15 km peste Nistru, recucerind Rezina, Șoldănești și alte câteva sate.:48

#### Intervenția Puterilor Centrale și armistițiul eșuat
Între timp, delegația sovietică a părăsit negocierile de pace de la Brest-Litovsk fără a fi de acord cu marile pierderi teritoriale solicitate de Germania, Puterile Centrale au semnat o pace separată cu Republica Populară Ucraineană pe 9 februarie. Pentru a forța guvernul sovietic să semneze pacea și având în vedere eșecul trupelor guvernului ucrainean de a învinge forțele sovietice, Armata Germană și-a reluat ofensiva pe toată lungimea frontului, pe 18 februarie. În aceeași zi, feldmareșalul August von Mackensen, comandantul trupelor germano-austriece, s-a întâlnit la Iași cu nou-numitul prim-ministru român Alexandru Averescu, pentru a discuta despre un tratat de pace. Mackensen l-a asigurat personal pe Averescu că România va putea menține trupe în Basarabia și va primi libertatea de acțiune împotriva sovieticilor în schimbul semnării păcii cu Puterile Centrale și al sprijinirii exportului de produse agricole din Ucraina.:43–46 Urmând exemplul aliatului său german, Armata Austro-Ungară a lansat o ofensivă antisovietică în secțiunea sa de front în perioada 24-28 februarie, cucerind orașele basarabene Noua Suliță și Hotin în aceeași zi și înaintând spre Ocnița, unde s-a întâlnit cu armata română. În urma unui ultimatum german din 28 februarie, România a fost presată să semneze un tratat de pace preliminar la Buftea pe 5 martie. Conform termenilor acordului, România a renunțat la Dobrogea și la câteva teritorii semnificative de la granița austro-ungară, a acceptat clauze economice grele și a fost de acord cu demobilizarea armatei sale. Trupele române din Basarabia au fost însă exceptate de la demobilizare. Comandamentul Român și Puterile Centrale au convenit ca trupele austro-ungare să ocupe ținutul Hotin și partea de nord a ținutului Soroca, iar armatelor Puterilor Centrale să li se permită trecerea liberă prin Basarabia ocupată de români. În consecință, Corpul 25 de armată austro-german a înaintat prin nordul Basarabiei spre Kiev, Corpul 27 de armată austro-ungar a avansat prin Basarabia centrală spre Rîbnița, Bârzula și Odesa, în timp ce Corpul 52 de armată german a avansat prin Bender spre Odesa. Drept urmare, la 3 martie, guvernul sovietic a fost în cele din urmă de acord să semneze acordul de pace, însă trupele austro-germane, aflate la acea vreme pe aliniamentul Camenița-Vinița-Cerkasî-Kiev, și-au continuat ofensiva.:43–46 În aceeași zi, trupele sovietice din zona Rezina s-au retras peste Nistru în încercarea de a elibera Jmerînka de atacul combinat al trupelor austriece și ucrainene.:48
Confruntată cu grele eșecuri militare la Nistru, negocieri dificile cu Puterile Centrale și arestarea a numeroase notabilități de etnie română la Odesa, armata română a propus sovieticilor un armistițiu, căutând sprijinul Antantei. Întrucât ei credeau că situația generală din România și Basarabia este favorabilă cauzei lor, iar invazia austro-germană dinspre nord era iminentă, reprezentanții locali sovietici au acceptat oferta. La 21 februarie, reprezentanții Antantei în România l-au mandatat pe ambasadorul italian în România, Carlo Fasciotti, să comunice sovieticilor că intervenția română „reprezintă o operațiune militară fără niciun caracter politic”, întreprinsă „pentru a garanta aprovizionarea cu hrană a trupelor ruse și române și populației civile” și a făcut apel la negocieri între cele două părți. Sovietul Comisarilor Poporului din Regiunea Odesa și-a prezentat termenii pe 24 februarie:

- România urma să declare că își va retrage armata din Basarabia în termen de două luni și își va reduce prezența la 10.000 de militari însărcinați exclusiv cu paza depozitelor și căilor ferate românești,

- poliția urma să fie asigurată de forțele locale, forțele militare ruse urmau să înlocuiască treptat trupele române în retragere,

- comandamentul român trebuia să înceteze orice intervenție în viața politică internă a Basarabiei și să se abțină de la întreprinderea sau sprijinirea acțiunilor ostile împotriva Rusiei sovietice,

- toate disputele urmau să fie soluționate de o comisie mixtă, cu participarea reprezentanților Antantei,

- trupelor române urmau să li se asigure adăpost în Rusia în cazul unei invazii germane,

- resursele locale urmau să fie furnizate României după satisfacerea nevoilor localnicilor și ale trupelor ruse.
 
Partea română a acceptat toate condițiile, cu excepția evacuării imediate a Benderului. În schimb, a solicitat:
 
- un schimb complet de prizonieri, inclusiv notabilitățile române arestate la Odesa,

- crearea unei comisii internaționale care să excludă România și Rusia,

- toate depozitele de alimente românești și fondurile confiscate în Rusia să fie returnate,

- României să i se permită să-și procure alimente din altă parte a Rusiei în cazul în care nu își poate satisface nevoile din Basarabia.:48–49

Sovieticii au declarat că acceptă condițiile pe 5 martie, documentul fiind semnat de Rumcherod, Sovietul Comisarilor Poporului din Regiunea Odesa, Comitetul Executiv al Sovietelor și de colonelul canadian Joseph Whiteside Boyle ca reprezentant al Antantei. În aceeași zi, guvernul român a semnat „Protocolul pentru stingerea conflictului ruso-român” și l-a transmis la Odesa prin reprezentanții Antantei, unde a fost semnat de liderii sovietici locali la 9 martie. Printr-un schimb de telegrame, ambele părți au convenit să înceteze ostilitățile.:50–51
Întrucât trupele Puterilor Centrale înaintau spre Odesa, acordul nu a mai putut fi aplicat, liderii Rumcerod din Odesa părăsind orașul la 27 februarie/12 martie și permițând trupelor române să-l ocupe în perioada 14-15 martie. Ulterior, în aceeași zi, trupele române au capturat Cetatea Albă și Șaba-Târg, ultima redută sovietică în Basarabia.

## Consecințe
Pierderile suferite de români în fazele finale ale intervenției în Basarabia s-au ridicat la 488 de persoane (25 morți, 312 răniți, 151 dispăruți).:48 Singura clauză a acordului româno-sovietic care s-a îndeplinit a fost un schimb parțial de prizonieri: 92 de senatori, membri ai Parlamentului și ofițeri români au fost schimbați cu 73 de ofițeri și soldați ai armatei ruse, în perioada 19–24 martie 1918, la Sulina.:51 Numărul exact al pierderilor suferite de forțele sovietice și de alte forțe revoluționare în campania din Basarabia este foarte greu de estimat, ridicându-se la aproximativ 1.500 până la 2.000 de morți în luptele care au avut loc în Transnistria și Bugeac.
Deși s-a produs ca urmare a cererilor membrilor Sfatului Țării și ale altor organizații moldovenești, ocuparea Basarabiei de către români nu a fost binevenită pentru toți. Astfel, într-un mesaj adresat cetățenilor din Chișinău, membrii guvernului basarabean au negat că trupele române ar fi fost vreodată invitate să ocupe republica, afirmând că singurul lor scop era preluarea de la bolșevici a căilor ferate.:33 Totuși, beneficiile aduse de restabilirea ordinii publice și asigurările românilor că nu se vor amesteca în viața politică a Basarabiei i-au determinat pe mulți oameni să-și schimbe atitudinea.:36–37
Pe de altă parte, deși armata română și unii membri ai Sfatului Țării au susținut că intervenția română a fost îndreptată împotriva bolșevicilor, opoziția față de ocupația română a venit și din partea revoluționarilor socialiști precum Cotoros și Ciumacenco, sau menșevici precum Borisov și Krivorukov. Unii dintre ei aveau să se alăture bolșevicilor abia după suprimarea autonomiei moldovenești (Krivorukov, Levenson și Borisov în 1918, Kotovsky în 1920, Paladi în 1930). Mulți dintre cei care luptaseră împotriva românilor nu erau afiliați politicii de stânga, obiectivul lor principal fiind rezolvarea problemelor agrare, de muncă sau naționale.:391
Pe 24 ianuarie/6 februarie 1918, întrucât independența Ucrainei spulberase speranțele creării unei Federații Ruse, Sfatul Țării a votat Declarația privind independența Republicii Democratice Moldovenești, renunțând la orice legături cu Rusia.:66 Basarabia fiind izolată economic și îngrijorată de pretențiile teritoriale ale guvernelor ucrainean și sovietic, Sfatul Țării a votat pentru unirea cu România la 27 martie/9 aprilie 1918.:38
Această decizie a fost condamnată de guvernul sovietic ca fiind o încălcare flagrantă a acordurilor anterioare și lipsită de putere legală, în timp ce Republica Populară Ucraineană a rupt relațiile diplomatice cu România și a emis sancțiuni financiare împotriva Basarabiei. 
Între aprilie și mai 1919, când bolșevicii își stabiliseră deja controlul deplin asupra coastei ucrainene a Mării Negre, Armata Roșie a elaborat un plan de recucerire a Basarabiei și de a veni în ajutorul Republicii Sovietice Ungare. Aceste planuri au fost împiedicate de izbucnirea revoltei lui Nykyfor Hryhoriv și a ruperii frontului la Donbass de către Forțele Armate ale Rusiei de Sud (AFSR), ca urmare a Bătăliei pentru Donbass. România și-a consolidat stăpânirea asupra Basarabiei după ce a suprimat Revolta de la Hotin (ianuarie-februarie 1919), incursiunea militară bolșevică asupra Tighinei (mai 1919) și revolta pro-bolșevică de la Tatarbunar (septembrie 1924).:76–77,290–291
Primul proiect de tratat privind statutul Basarabiei a fost înaintat la Conferința de pace de la Paris la 14 aprilie 1920. Deși inițial nu erau împotriva unirii,:409 pe 10 august Statele Unite s-au retras din procesul de negocieri, afirmând că vor respecta integritatea teritorială a Rusiei. La 28 octombrie 1920, Regatul Unit, Franța, Italia și Japonia au semnat Tratatul de la Paris prin care se recunoaștea suveranitatea României asupra Basarabiei, cu toate acestea Japonia nu a ratificat documentul, tratatul neputând intra în vigoare.:413:181 De asemenea, Conferințele sovieto-române de la Varșovia (1921) și Viena (1924), nu au reușit să stabilească oficial statutul juridic al Basarabiei.:57 Relațiile dintre România și Uniunea Sovietică au fost reluate abia în decembrie 1934,:132 Basarabia rămânând singura secțiune a frontierei de vest sovietice nerecunoscută de guvernul de la Moscova, „eliberarea regiunii de sub ocupația română” fiind un pilon al obiectivelor politicii externe sovietice.:16 Rezerva de aur a României și cea mai mare parte a Tezaurului românesc confiscat de Rusia nu au fost niciodată returnate României.

### Evoluții politice și diplomatice
La 10/23 ianuarie Comitetul Executiv Central al RUMCEROD într-o declarație oficială făcută către consulatele francez și englez de la Odesa, a calificat drept o „încălcare mișelească a dreptului internațional” acțiunile guvernului regal român, adresând cererea „de a întreprinde pași pentru a influența guvernul român de a-și retrage imediat trupele în afara hotarelor Republicii Federative Ruse”. Răspunsul diplomaților s-a redus la ideea că au avut loc doar incidente minore. Ulterior, reprezentanții diplomatici ai puterilor Antantei au declarat că intervenția  are un caracter pur militar și provizoriu.
La 13/26 ianuarie 1918 guvernul sovietic a decis ruperea relațiilor diplomatice cu România. și în aceeași zi Consiliul Comisarilor Poporului al Republicii Sovietice Ruse a constatat starea de război între România și Rusia. La 23 ianuarie/5 februarie 1918 Comitetul Executiv Central al RUMCEROD s-a declarat în stare de război cu România.
În noaptea dintre 5 spre 6 februarie, Armata Română, la ordinele generalului Ernest Broșteanu, i-a executat pe deputații anti-unioniști Nadejda Grinfeld, Vasile Rudiev, Procopie Ciumacenko, Teofil Cotoros, Ioan Panțîr, Valentin Prahnițchi și N. G. Kovsan. Regele Ferdinand I al României și-a exprimat ulterior regretele famiilor celor decedați, oferindu-le pensie de urmaș.
La 17 februarie 1918 Lenin a decis să transfere trupele care intraseră în Kiev la dispoziția Colegiului Suprem Autonom din Odesa, cu scopul curățirii Basarabiei de către trupele române. Ofensiva germană împotriva Ucrainei care începuse la 18 februarie 1918 însă, nu a permis realizarea acestui lucru.
La 21 februarie 1918 baronul Fasciotti – decan al corpului diplomatic pe lângă guvernul român, a transmis tuturor reprezentanților aliați la Odesa în numele reprezentanților diplomatici ai puterilor Antantei o notă oficială, menționând:
„Cât privește Basarabia, trebuie să țineți minte că intervenția trupelor române constituie o ocupație militară fără nici un subtext politic, întreprinsă în scopuri evident umanitare de asigurare cu alimente a trupelor ruse și române și, de asemenea, a populației civile.”

La 14/27 februarie 1918 în timpul tratativelor de pace, germanii i-au asigurat neoficial pe români că pozițiile lor în raport cu autoritățile sovietice sunt identice:
„Anarhia rusească a stabilit un fel de cofraternitate. Voi luptați contra bolșevicilor în Basarabia, noi vom intra în Ucraina contra lor: avem acum aceleași interese.”—Alexandru Marghiloman
Prelungirea Armistițiului de la Focșani în prima rundă de negociere a preliminariilor Păcii de la Buftea pe 20 februarie/5 martie 1918 și ulterior semnarea acestora pe 5/18 martie, s-au asociat cu o clauză secretă în ce privește anexarea Basarabiei: în schimbul dreptului de a transfera trupe prin Basarabia pentru a ocupa Ucraina, Germania a fost de acord cu preluarea de către România a teritoriului dintre Prut și Nistru. Armata Română urma să rămână mobilizată spre a fi întrebuințată în Basarabia. Clauza secretă a fost de altfel reconfirmată pe 7 mai 1918 prin Tratatul de la București.
Intervenția Armatei Române a provocat disensiuni în Sfatul Țării. Datorită învinuirilor care li s-au adus de către Blocul Moldovenesc în ceea ce privește atitudinea pro-rusă, Pantelimon Erhan și Gherman Pântea și-au dat demisia, provocând criza întregului Directorat. La 19 ianuarie a fost ales un nou Directorat cu misiunea de a restabili ordinea în Basarabia, condus de către Daniel Ciugureanu și care i-a avut drept titulari pe colonelul Brăiescu la Directoratul General de Război și Marină și pe Erhan ca titular al portofoliului Instrucțiunii Publice.

O telegramă provenită de la ambasadorul Franței la Iași, în care acesta a argumentat măsura acceptării de către aliați a misiunii trupelor române în Basarabia, a fost trimisă lui Ciugureanu. Aceasta a fost citită în ședința din 22 ianuarie 1918. În aceeași ședință Pantelimon Erhan a primit însărcinarea de a susține o pledoarie în favoarea proclamării independenței, după modelul Ucrainei, iar în noaptea de 23-24 ianuarie 1918 a fost proclamată
„Republica Democratică Moldovenească slobodă (independentă), de sine stătătoare și neatârnată, având ea singură dreptul de a-și hotărî soarta în viitor”
.

### Acordul Averescu-Racovski
Dorind să amelioreze situația țării printr-o pace în est, să securizeze depozitele de materiale ale Armatei Române și de hrană din Basarabia, precum și mai ales să amelioreze situația românilor arestați de RUMCEROD (reprezentat de Cristian Racovski) la Odesa, generalul Averescu din poziția de prim ministru a deschis negocieri cu RUMCEROD prin intermediul decanului reprezentanților diplomatici de la Iași, italianul Carlo Fasciotti. La 11/24 februarie RUMCEROD a cerut evacuarea progresivă a Basarabiei.
Generalul a acceptat aproape toate condițiile puse de Racovski,atât în calitatea sa de președinte al Consiliului de Miniștri cât și în cea de Ministru de Externe, funcție pe care a ocupat-o temporar. Printre acestea, ar fi fost și aceea acceptată de guvernul de la Iași ca Armata Română să evacueze Basarabia în interval de 2 luni, cu excepția a 10.000 de soldați necesari pazei depozitelor române și a căilor ferate. De asemenea, Averescu a acceptat existența în acord a termenului de „ocupație românească în Basarabia”, motiv pentru care liberalii l-au învinuit, mai târziu. În privința asumării reale a respectivei evacuări există însă o dispută nesoluționată încă între istorici
La data de 20 februarie/ 5 martie 1918 RUMCEROD a considerat aplanat conflictul armat între România și Rusia, primind din partea Guvernului României răspuns precum că respectivul conflict este închis, la data de 23 februarie/ 8 martie. Acordul a fost semnat fără ca Republica Democratică Moldovenească să fie invitată să-l semneze și ea. Odată cu acesta au fost semnate și trei protocoale referitoare la schimbul de prizonieri, la reîntoarcerea soldaților ruși în cazul în care România ar fi făcut pace, la amnistia politică a emigranților și dezertorilor și la evacuarea ținutului Akkerman de către Armata Română.
Finalizarea acordului a fost urmată rapid de pătrunderea în zonă a trupelor Puterilor Centrale, ceea ce l-a făcut inoperant, deoarece ca efect al fugii administrației RUMCEROD din Odesa la 27 februarie/ 12 martie, acordul nu a mai ajuns să fie aplicat, el dealtfel nefiind nici ratificat. În plus, finalizarea negocierlor privind preliminariile de pace de la Buftea două săptămâni mai târziu a făcut ca acordul să devină caduc.

## Neclarități și controverse

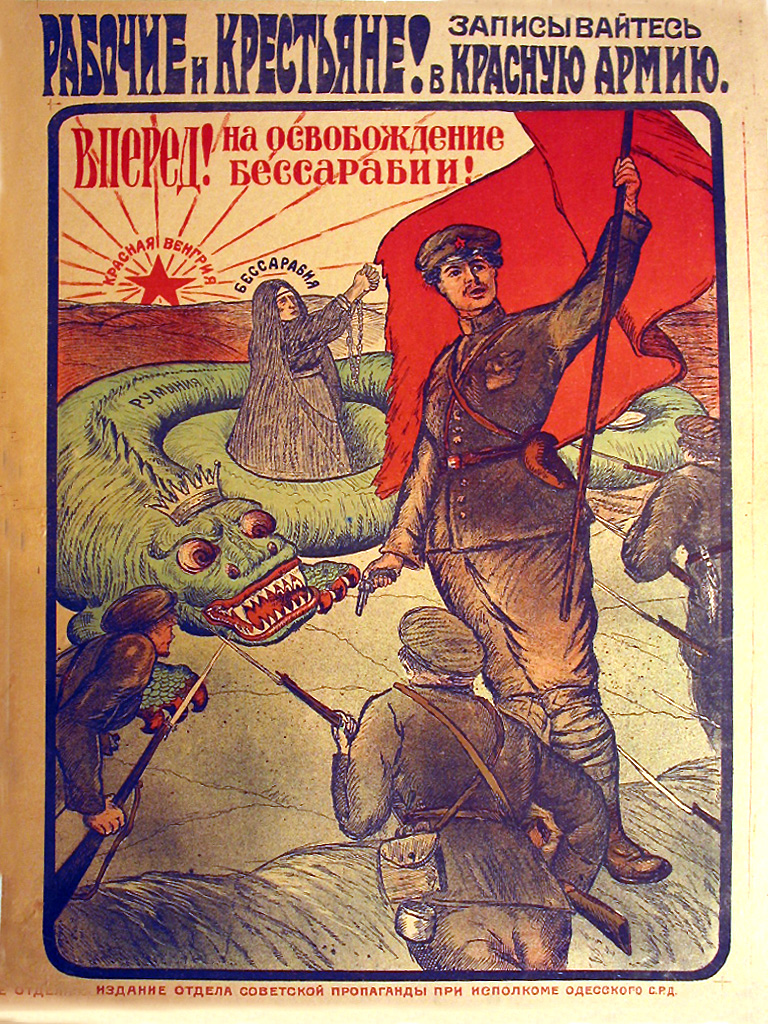
Afiș de propagandă bolșevică din Odessa, care îi cheamă pe soldați la "eliberarea Basarabiei" (1919)

### Necesitatea intervenției Armatei Române în Basarabia

#### Raportul căpitanului britanic George Alexander Hill[113]
Pe măsură ce Revoluția Rusă se instaura, impactul ei s-a simțit tot mai mult în România. Relațiile dintre România și Rusia erau guvernate de Protocolul semnat între cele două țări, care stabilea sprijinul reciproc în perioada războiului. Totuși, chiar și înainte ca bolșevicii să preia puterea în Rusia, românii erau convinși că rușii nu-și îndeplinesc partea lor de obligații. Raportul britanic privitor la această situație sublinia eșecul rușilor în a menține aprovizionarea României, ceea ce a adus țara în pragul foametei. În timp ce armata română și populația în ansamblu „au menținut o disciplină excelentă”, se arată în raport, rușii „provocau tot felul de probleme”. În ajunul preluării puterii în octombrie, soldații ruși se demobilizau și "astfel au dezorganizat căile ferate, au consumat rațiile de rezervă și, în cele din urmă, pe când se retrăgeau, în drumul lor au prădat și jefuit, ca să nu mai vorbim despre distrugerea satelor prin care au trecut în drumul lor spre est". Când Guvernul României a luat măsuri pentru a-și apăra „poporul de tâlharii ruși”, au solicitat sprijin de la comandantul forțelor ruse din România, Șcerbaciov. Acest lucru, inevitabil, a dus la fricțiuni „între oficialii români și rușii cu înclinații bolșevice și în mai multe rânduri au avut loc lupte”. Conflicte izbucneau adesea la depozitele de cale ferată, căci „în toate stațiile, bolșevicii aveau agenți care își concentrau în mod deliberat eforturile pentru organizarea de sabotaje”. Cu toate acestea, după cercetarea tuturor locurilor în care au avut loc dispute și prin „înlocuirea dezertorilor din batalioanele rusești de căi ferate cu prizonieri de război austro-ungari”, situația s-a îmbunătățit treptat. Soluțiile ar fi putut fi drastice. Invitat de Șcerbaciov să viziteze Armata a 4-a Rusă, care se confrunta cu o lipsă cruntă de hrană și furaje, Boyle a ordonat ca jumătate din caii de transport să fie împușcați și carnea lor să fie congelată, pentru a fi folosită pentru hrana soldaților, în timp ce caii rămași ar putea supraviețui cu furajele rămase. Totuși, frământările au continuat. După ce Guvernul României a semnat armistițiul cu Puterile Centrale, Armata a 4-a Rusă cu sediul la Iași a devenit bolșevică și a cerut la 15 decembrie ca toate trupele ruse din România să se supună autorității Sovietelor, alegând un nou comitet de front. Șcerbaciov a răspuns prin arestarea agitatorilor, folosind unitățile ucrainene puse la dispoziție de Rada Centrală. Câteva zile mai târziu, soldații revoluționari au încercat, fără succes, să-l aresteze pe Șcerbaciov și la scurt timp, unul dintre principalii agitatori bolșevici a fost găsit mort pe o alee. Pentru bolșevici, conform comandantului Armatei Roșii Vladimir Antonov-Ovseenko, aceasta a însemnat că guvernul român și generalii săi împușcau sute de revoluționari și aruncau sute de soldați ruși în închisoare.:168

### Disputa privind rolul intervenței române ca factor decisiv al Unirii
Istoriografia sovietică și autoritățile sovietice au susținut că prezența armatei române în Basarabia a fost factorul decisiv al Unirii cu România. O astfel de premisă a stat și la baza unora dintre acuzațiile care i-au fost aduse de către I. G. Duca generalului Averescu, pentru că a semnat acordul cu Racovski în forma respectivă. Conform istoricului Florin Constantiniu însă, Basarabia s-a unit ca urmare a hotărârii organului reprezentativ și democratic care era Sfatul Țării, al cărui vot nu a fost dictat de prezența trupelor române în provincie.
„Desfășurarea dezbaterilor din Sfatul Țării, nu  avut nimic de-a face – pentru a lua un termen potrivit de comparație, cu ședința parlamentului cehoslovac, care după invadarea țării de către trupele Tratatului de la Varșovia – cu excepția României, a legalizat prezența lor pe teritoriul național, în 18 octombrie 1968.”—Florin Constantiniu în 19 mai 2011 la Academia Română, în prezentarea Rakovski, tezaurul și Basarabia (1918)''
În legătură cu rolul armatei române în Unirea Basarabiei cu România, Ion Inculeț arăta mai târziu că „pentru noi moldovenii, pentru mișcarea noastră națională, intrarea armatei române în Chișinău a fost un element de primă importanță, decisiv. Elementele românești au câștigat mai mult curaj și mai multe speranțe pentru viitor.”

### Intervenția Armatei Române în Basarabia în viziunea unor martori britanici[116]
La o săptămână după constituire, pe 21 decembrie, nou-formatul guvern autonom al Basarabiei a trimis o delegație la Iași pentru a cere ajutor pentru „restabilirea ordinii”, dar Guvernul României a refuzat inițial. Cu toate acestea, autonomiștii naționali nu au fost singurul grup care a cerut dislocarea trupelor române în Basarabia. Guvernul României s-a trezit și sub presiunea generalului Șcerbaciov, care dorea să securizeze liniile de aprovizionare pe care le simțea în pericol. În cele din urmă, amenințarea crescândă a dezordinii militare a fost cea care l-a convins pe Brătianu să accepte trimiterea unor trupe române în Basarabia. Deși la Chișinău exista un Soviet destul de influent, acesta nu era suficient de puternic pentru a lua măsuri decisive împotriva naționaliștilor. Prin urmare, bolșevicii s-au îndreptat către Comitetul Executiv Central al Sovietelor Frontului Român (Rum), Flotei Mării Negre (Cher) și Districtul Odesa (Od), sau către Rumcherod, organizație pe care o controlau după alegerile organizate la începutul lunii decembrie. Pe 28 decembrie, Comitetul de Acțiune al exilaților revoluționari români a înființat un Comitet Militar Revoluționar Român, căruia Rumcherod i-a alocat apoi trei batalioane de trupe recrutate dintre prizonierii de război români și unități ale Armatei române staționate în sud. Acestea erau forțele care se pregăteau pentru un război revoluționar împotriva României. Premierul român Ion I. C. Brătianu a subliniat că trupele române care se deplasează pentru a ocupa puncte strategice în Basarabia de-a lungul râului Nistru nu acționează „în scopul ocupării țării, ci doar pentru a proteja proviziile de război și cerealele românești”. Brătianu a vrut să evite fricțiunile și neînțelegerile, insistând asupra a patru puncte:

(1) Guvernul român nu putea și nu va permite trupelor ruse să-și părăsească pozițiile de pe front, să cutreiere prin România înarmați și să jefuiască așa cum au făcut. Tuturor trupelor ruse li se va permite să părăsească România de îndată ce va fi disponibil transportul pentru a se asigura o evacuare sistematică. Trupele aveau să-și lase în urmă armamentul, care avea să fie returnat de îndată ce se putea aranja transportul;

(2) Guvernul României nu arestase nici una dintre delegațiile sau comitetele sovietice, iar arestările etnicilor ruși fuseseră efectuate din ordinul lui Șcerbaciov;

(3) Guvernul României nu putea totuși să permită în viitor să aibă loc vreo agitație împotriva sa, fără a lua măsuri pentru a o controla; și

(4) era imperativ ca România să negocieze cu Ucraina, deoarece, geografic, prima depindea pentru aprovizionare de cea din urmă.:1756

În luptele inițiale, forțele bolșevice au ocupat Chișinăul și au dispersat Sfatul Țării la 4 ianuarie 1918, iar conducătorii acesteia, scăpând de arest, au făcut apel la Iași pentru sprijin. Drept urmare, Armata Română a trimis trupe în regiune și i-a alungat pe bolșevici din capitala Basarabiei o săptămână mai târziu, redând puterea Sfatului Țării. Republica Democratică Moldovenească a fost declarată stat independent la 24 ianuarie și se aștepta cu nerăbdare unirea cu România.:273 Totuși, intervenția guvernului român nu a fost binevenită pentru toți membrii Sfatului Țării. Cei angajați în reforma agrară promisă s-au alarmat că unii ofițeri români și-au asumat sarcina de a restitui pământul proprietarilor de terenuri și a trebuit să fie emis un ordin special pentru a preveni acest lucru. Unii membri ai adunării au făcut un apel pentru a se evidenția că nu este vorba de o ocupație, ci doar de securizarea rețelei de căi ferate. Evacuarea forțelor ruse din România a avut loc în cea mai mare parte între 14 decembrie și 17 ianuarie și s-a desfășurat în mare parte fără incidente. Totuși, spre finalul procesului, un nou climat de confruntare militară și ciocniri armate a apărut în perioada 7/20–8/21 ianuarie între Armata Română și Corpul IV Siberian, această unitate refuzând să accepte ordinele lui Șcerbaciov privind evacuarea, care includea cererea de dezarmare. Peste o sută de piese de artilerie au fost implicate în această ciocnire sângeroasă care a avut loc la Galați.:69
Negocierile de pace ale României cu Puterile Centrale erau blocate de luni de zile. După încetarea focului convenită înainte de Crăciunul din 1917, nu s-au făcut alte progrese și un ultimatum german emis la începutul lunii februarie a fost ignorat, deși această problemă a dus la demisia lui Brătianu pe 9 februarie. O parte a problemei era că Rada ucraineană dorea să fie reprezentată la orice discuții de pace ale României, pentru a-și susține pretenția privind Basarabia, iar acest lucru a determinat Sfatul Țării să insiste ca și Basarabia să fie reprezentată. Pe 27 februarie, au început în sfârșit discuții serioase, purtate inițial lângă linia frontului, iar mai târziu lângă București. Noul prim-ministru, generalul Alexandru Averescu, fusese aliat cu Partidul Liberal al lui Brătianu, dar avea, în egală măsură, o reputație de autoritarism care putea atrage Puterile Centrale, deoarece el era omul responsabil pentru înăbușirea tulburărilor țărănești în 1907. Un acord preliminar a fost gata pe 5 martie, dar Averescu nu a putut să-l semneze. Prevederile antagonice ale Tratatului de la Odesa și ale tratatului de pace agreat cu Puterile Centrale au provocat o nouă criză a cabinetului. Cabinetul lui Averescu s-a prăbușit și, după patru zile, pe 18 martie s-a format o administrație pro-germană. Zece zile mai târziu, la 27 martie, Sfatul Țării a votat pentru unirea cu România, insistând totodată asupra dreptului de a-și păstra propria adunare regională și de a proteja poziția minorităților sale naționale, afirmându-și, de asemenea, dreptul de a-și finaliza reforma funciară.:877 Tratatul de la București, dintre România și Puterile Centrale, a fost semnat în cele din urmă la 7 mai. România a cedat teritorii Austro-Ungariei, și-a predat resursele economice, în special petrolul, Germaniei, dar și-a păstrat suveranitatea asupra Basarabiei. :274–276
Când Primul Război Mondial s-a încheiat, autonomia Basarabiei s-a dizolvat rapid. La 26 noiembrie, o ședință nestatutară a Sfatului Țării – la care au participat doar o treime dintre membrii săi – a votat pentru unirea „necondiționată” cu România și adunarea s-a dizolvat; cei care aveau îndoieli cu privire la decizie și-au putut salva conștiința știind că, cu o lună mai devreme, adunarea adoptase reforma agrară promisă de mult timp.:891:666

### Formarea batalioanelor românești revoluționare și lupta acestora de partea bolșevicilor
La sfârșitul anului 1916, o mare parte a teritoriului României fusese ocupat de armatele Puterilor Centrale, obligând autoritățile române să evacueze un număr important de întreprinderi și instituții din București, Iași, Brăila și Galați în zona de sud a Rusiei, în special la Odesa și Chilia Nouă. Împreună cu întreprinderile transferate provizoriu au sosit și muncitorii care le deserveau. Astfel, la Odesa au fost evacuate Șantierul Naval „G. Fernic et co.” din Galați, o școală militară de aviație, pacienții și personalul medical din câteva spitale (medicul gălățean Alexandru Carnabel ocupa funcția de șef al spitalelor din Odesa:15). Arsenalul Marinei Române fusese transferat la Herson, iar cea mai mare parte a flotei comerciale și de călători române era ancorată în diferite porturi din sudul Rusiei. Astfel, în orașele din sudul Rusiei a apărut o adevărată colonie românească. În unele orașe, precum Odesa, Herson și Rostov pe Don, s-au deschis licee românești pentru copiii familiilor refugiate, se publicau ziare în limba română, marile bănci românești aveau aici sucursale, iar unii comercianți au înființat întreprinderi comerciale:54.
La Odesa se refugiaseră și câțiva dintre cei mai activi membri ai mișcării socialiste din țară: Cristian Racovski, Mihail Gheorghiu Bujor, Ion Dicescu-Dic, Alexandru Nicolau, Alter Zalic, Vasile Popovici, Alexandru Dobrogeanu-Gherea, unii pentru a scăpa de urmărirea autorităților române după agitațiile antirăzboinice pe care le provocaseră în țară, alții ca dezertori din armată, radicalizați și puși în slujba intereselor revoluționare rusești. 
Ziaristul gălățean Emil Nicolau conducea la Odesa ziarul „Vestitorul”, care avea sarcina de a prezenta opiniei publice din sudul Rusiei punctul de vedere al autorităților române cu privire la evenimentele ce se petreceau în cursul războiului. Cum ziarul „Vestitorul” constituia un obstacol în calea dezinformărilor practicate prin intermediul gazetei „Lupta”, condusă de Mihail Gheorghiu Bujor, oprirea apariției acestuia a constituit un prim obiectiv al revoluționarilor români din Odesa. În gazeta „Lupta”, care fusese înființată pe 5 septembrie 1917 și apărea de trei ori pe săptămână, erau incriminate dinastia, guvernul și oligarhia română care „în mod criminal au vârât țara în război și prin minciuni, intrigi și furturi a dus-o de râpă”.
Demonstrațiile de stradă, agitația revoluționară în rândul refugiaților români, precum și răspândirea de manifeste și a gazetei „Lupta” în rândul soldaților și populației au constituit principalele direcții de acțiune ale secției Partidului Social Democrat din Odesa, având ca scop destabilizarea statului român. Radicalizarea social-democraților români din Odesa a devenit tot mai pregnantă după ce, în octombrie 1917, guvernul Kerenski a fost înlăturat și puterea a revenit partizanilor lui Lenin. Ca urmare, către sfârșitul anului 1917, anarhia era în creștere în Rusia, iar la Odesa, începând cu data de 13 ianuarie 1918, s-au declanșat lupte de stradă între trupele ucrainene și cele bolșevice pentru cucerirea orașului. După câteva zile de lupte, la 20 ianuarie 1918, bolșevicii, susținuți și de flota Mării Negre, au pus stăpânire pe Odesa și pe toată regiunea înconjurătoare, românii devenind ținte ale jafului și terorii, subiecte ale sechestrărilor, arestărilor și extorcării a importante sume de bani. Au fost arestați ofițeri, parlamentari, comercianți înstăriți sub învinuirea de „spionaj și conspirație în contra revoluției ruse”:28. Au fost atacate și închise birourile comisiunii militare și ale comisiunii de aprovizionare, fiindu-le jefuite fondurile. Depozitele românești au fost incendiate, iar pe lângă armele, munițiile și echipamentele rechiziționate, au fost ridicați cu forța mulți dintre militarii de pază, spre a spori cu ei efectivele batalioanelor bolșevice. De asemenea, au fost confiscate șlepurile cu provizii, echipamente, automobile și întreg parcul de aviație românesc. Depozitele pe care le aveau românii din Odesa la diverse bănci,în proporție de 90%, au fost însușite de Cristian Racovski și acoliții săi și luate sub formă de cauțiune enorme sume de bani de la românii care fuseseră arestați pentru a-i elibera din închisoare:82.
Situația s-a agravat după ce, la 27 ianuarie 1918, trupele române chemate în ajutor de Republica Democratică Moldovenească au intrat în Chișinău. Ca urmare a acestui fapt, guvernul sovietic rupe relațiile cu România, iar împotriva românilor refugiați la Odesa încep adevărate represalii. Deși guvernul român demarase negocieri cu RUMCEROD pentru salvarea refugiaților români din Odesa, sosirea lui Cristian Racovski în oraș a spulberat toate șansele de a asigura securitatea acestora. El a instituit un „înalt colegiu autonom”, sub președinția sa, compus din bolșevici ruși și români, având autorizarea bolșevicilor de la Petrograd să guverneze la Odesa, împreună cu RUMCEROD. Totodată, Comitetul de acțiune social-democrat a înființat, în decembrie 1917, un Comitet militar revoluționar român, al cărui scop a fost acela de a recruta și înregimenta în batalioane revoluționare pe toți dezertorii din armata română. Țintele acestei susținute propagande au fost, pe lângă dezertori, lucrătorii români, soldații din spitalele și școlile de aviație evacuate temporar în fostul Imperiu țarist. Potrivit căpitanului Ionescu Gheorghe, din Regimentul 10 Artilerie, aflat în portul Odessa, gradul de contaminare cu ideologia bolșevică al lucrătorilor din Șantierul Naval gălățean era destul de ridicat: „îndată ce trupa și-a făcut apariția în port, chiar din prima zi, soldații erau acostați de lucrători din șantier care căutaseră a le vorbi oferindu-le țigări și ziarul „Lupta” în mod gratuit, dar trupa refuza ofrandele lor. Căutau ei să-i convingă despre ideile lor invitându-i să ia parte la întrunirile lor. Eu eram ținut la curent de tot ce se petrecea, deoarece acești lucrători n-aveau altă temă de conversație decât insulte aduse familiei regale, guvernului și ofițerilor. Ei îndemnau pe soldații mei să dezerteze și să se înscrie în partidul lor și în batalionul revoluționar, promițându-le solde și avantaje mari”:63. Propaganda susținută a Comitetului militar revoluționar român nu a întârziat
să dea roade, la scurtă vreme au fost constituite la Odesa două batalioane românești: un batalion de infanterie și unul de marină, „ca semn al solidarității și al simpatiei internaționale cu lupta revoluționară a popoarelor din Rusia”. 
Batalionul de infanterie român condus de Vasile Popovici era alcătuit din peste 1.000 de persoane și organizat în patru companii. Subunități ale acestui batalion român au participat, alături de bolșevici, la sângeroasele lupte de stradă purtate pentru cucerirea orașului Odesa, dar și ulterior, împotriva trupelor germano- austro-ungare care invadaseră Ucraina. Este documentată prezența românilor în luptele de la Razdelnaia, Bârzula, Slobodka etc.
În același timp cu formarea batalionului revoluționar de uscat s-a format și un batalion român de marină, cu un efectiv de 300 de persoane, în fruntea căruia s-a aflat muncitorul gălățean Gheorghe Stroiciu. După o vie propagandă bolșevică în rândul echipajelor de pe vasele comerciale și de pasageri ancorate în sudul Rusiei și printre lucrătorii Arsenalului Marinei de la Chilia Nouă, începând cu 13 ianuarie 1918, Gheorghe Stroiciu împreună cu gărzile sale trec la percheziționarea vaselor românești, înlăturarea comandanților și așezarea unor santinele înarmate formate din dezertori pe fiecare dintre aceste vase: „Severin”, „Gherdap”, „Domnița Florica”, „Brăila”, „Corabia”, „Borcea”, „Dunărea”. Toate aceste vase au fost confiscate și luate în stăpânirea partidului revoluționar român, fiind dat ordinul coborârii tricolorul românesc și arborării pavilionului roșu.
Întrebat de către comandantul vasului N.F.R Severin, Victor Demetrescu, în ce calitate percheziționează vasul, Gheorghe Stroiciu a răspuns că acționează în numele comitetului revoluționar român, pretinzând că „în România e revoluție, Regele Ferdinand este detronat și închis, guvernul Brătianu a căzut și acum e momentul ca oligarhia să fie pedepsită. La Chilia românească ofițerii au fost degradați și închiși, iar nobila și buna Rusie ne va da tot concursul material și moral pentru reușita revoluției. Orice relație cu România este întreruptă și vasele de acum sunt ale revoluției române”:8. Aceste afirmații au fost de natură să deruteze și să înspăimânte pe ofițerii și echipajele vaselor românești, prin aceste forme de manipulare și intimidare reușind Gheorghe Stroiciu să-și recruteze adepții. „Din cauza terorii, amenințărilor și nesiguranței, frica intrase în toți cei răi, fără judecată, iar cei cu voința slabă se lăsară lesne convinși de ideile revoluționare și s-au și înscris în partidul revoluționar român, ca tovarăși. Înscrierile au început chiar în seara de 15 ianuarie 1918, după întrunire, eliberându-se noilor tovarăși câte un carnet de identitate cu care, spunea Stroiciu, puteau călători în toată lumea, iar din Rusia să aibă ajutoare”:9.
În acest timp, armatele române înaintau fulgerător în Basarabia, apropiindu-se de Chilia Nouă. Înaintarea românească a adus îngrijorare în tabăra bolșevicilor, așa se face că în 16 ianuarie 1918 este convocată o ședință restrânsă a fruntașilor bolșevici ruși și români, în cadrul căreia urma să se adopte o decizie în privința celor două opțiuni ce stăteau în fața revoluționarilor: rezistența contra trupelor române sau retragerea în Ucraina. A triumfat hotărârea cea mai profitabilă, aceea de retragere în Ucraina:82. În aceste împrejurări, la începutul lunii aprilie 1918, cele două batalioane românești, de infanterie și de marină, sunt dizolvate. Cei care doreau puteau intra în Armata Roșie, unde se creaseră diviziile internaționale, dar au fost sfătuiți să revină în țară și ce au văzut acolo să facă și în România:84.